# Remiremont
Remiremont [ʁəmiʁmɔ̃] , en vosgien de la montagne [rmirmo], est une commune française située dans le département des Vosges en région Grand Est, dans la région historique et culturelle de la Lorraine sur le piémont vosgien à 400 m d'altitude, elle marque l'entrée dans la moyenne montagne (massif des Vosges).
Elle est la ville-centre d'une agglomération de 21 177 habitants comprenant 6 communes ce qui en fait la troisième agglomération urbaine du département après Épinal et Saint-Dié-des-Vosges. Du fait de sa situation, Remiremont représente également le deuxième plus gros centre administratif du département, juste derrière Épinal. La ville se situe à l'extrémité sud du Sillon lorrain, un long axe urbanisé traversant le centre-est de la région du nord au sud. Le Sillon lorrain et la plaine d'Alsace appartiennent à la partie française d'une plus vaste zone économiquement forte appelée l'Europe rhénane.
Remiremont est officiellement surnommée « La belle des Vosges » grâce à son histoire et son architecture héritée de sa riche et puissante abbaye, ayant été pendant des siècles une principauté ecclésiastique du Saint-Empire romain germanique où la ville se nommait Rümersberg.

## Géographie

### Localisation
Remiremont est située au confluent de la Moselle et de la Moselotte et sur un axe important reliant l'Alsace et la Lorraine (RN66). Elle est située à 27 km d'Épinal, 30 km de Gérardmer, 61 km de Thann, 32 km de Luxeuil-les-Bains à 109 km de l'aéroport international de Bâle-Mulhouse et à 137 km de l'Aéroport de Strasbourg-Entzheim.
Remiremont est située à environ 100 km à vol d'oiseau de Strasbourg, la capitale régionale du Grand Est.
L'aire urbaine de Remiremont compte près de 32 000 habitants et englobe les communes périphériques de Saint-Nabord, Saint-Étienne-lès-Remiremont, Dommartin-lès-Remiremont, Vecoux, Éloyes, Saint-Amé, Girmont-val-d'ajol, Bellefontaine, Cleurie, Rupt-sur-Moselle, Le Syndicat et Vagney. ce qui en fait la troisième agglomération du département. Seule ville disposant des infrastructures administratives d'une grande partie des Vosges du sud et disposant de nombreuses activités tertiaires, son aire d'influence va donc bien au-delà de son aire urbaine et s'étend à une grande partie des Hautes-Vosges. Regroupant ainsi un bassin de plus de 90 000 habitants, faisant de Remiremont le deuxième centre administratif du département juste derrière Epinal.
C'est l'une des villes situées aux portes du parc naturel régional des ballons des Vosges, ainsi que des Moyennes puis Hautes-Vosges.

### Communes limitrophes
Les communes limitrophes sont Saint-Nabord au nord-ouest, Saint-Étienne-lès-Remiremont au nord à l’est ainsi que Le Val-d’Ajol au sud-ouest par le col du Peutet (645 m). Malgré les apparences, Dommartin-les-Remiremont n’est pas limitrophe de Remiremont.
| Saint-Nabord               | Saint-Nabord Saint-Étienne-lès-Remiremont | Saint-Étienne-lès-Remiremont |
| Saint-Nabord               | Remiremont                                | Saint-Étienne-lès-Remiremont |
| Saint-Nabord Le Val-d'Ajol | Le Val-d'Ajol                             | Saint-Étienne-lès-Remiremont |

### Géologie et relief
La ville offre un joli panorama sur les Hautes-Vosges et les vallées environnantes, notamment l'embouchure de la vallée de la Haute Moselle. À l'est à un peu plus de 3 km à vol d'oiseau domine le Fossard surplombant Saint-Étienne-lès-Remiremont à 812 m d'altitude reconnaissable à son antenne-relais, il domine l'agglomération de Remiremont et ses environs. Juste au pied du Fossard entre les communes de Saint-Étienne-lès-Remiremont et Saint-Amé se trouve le célèbre Saint-Mont culminant à 672 m.
Dans le territoire même de Remiremont se trouve l'unique vallée du Fouchot et son massif, dans lequel se trouvent le Parmont (593 m), derrière lui la Tête des Ânes (633 m) puis le Bambois de Remiremont à 685 m et en direction de la vallée de la Haute Moselle, le Haut de Corroy (715 m) et sa célèbre Roche Tocquaine, puis en continuant, moins connu, se trouve le Haut du Sapenois qui est le point culminant de la commune avec 766 m d'altitude,.
Géologiquement, la ville est construite dans un environnement assez varié, constitué d'alluvions récentes, mais aussi de roches magmatiques (granites, microgranites...) et de roches métamorphiques au faciès granulite, ainsi que de roches sédimentaires notamment du Trias, avec des roches déposées précisément au Buntsandstein moyen, vers le sud de Remiremont (conglomérats, grès relativement grossiers, et paléosols).
Le site du Massif vosgien, inscrit au titre de la loi du 2 mai 1930, regroupe 14 Schémas de cohérence territoriale (SCOT) qui ont tout ou partie de leur territoire sur le périmètre du massif des Vosges.

### Hydrographie et eaux souterraines
La commune est située pour partie dans le bassin versant du Rhin au sein du bassin Rhin-Meuse et pour sa partie sud-ouest dans le bassin versant de la Saône au sein du bassin Rhône-Méditerranée-Corse. Elle est drainée par la Moselle, l'Augronne, la rigole d'alimentation du réservoir de Bouzey, le ruisseau du Fouchot et le ruisseau le Moulin,.
La Moselle, d’une longueur totale de 560 kilomètres, dont 315 kilomètres en France, prend sa source dans le massif des Vosges au col de Bussang et se jette dans le Rhin à Coblence en Allemagne.
L'Augronne, d'une longueur totale de 28,6 km, prend sa source à l'étang du Renard au sud-ouest de la commune et se jette  dans la Semouse à Saint-Loup-sur-Semouse, après avoir traversé neuf communes.
La rigole d'alimentation du réservoir de Bouzey, d'une longueur totale de 41,5 km, prend sa source dans la commune de Saint-Étienne-lès-Remiremont et se jette dans l'Avière à Chaumousey, alimentant le réservoir de Bouzey, après avoir traversé douze communes.
Le Plan d'eau de Remiremont, d'un peu plus de neuf hectares et créé en 1988, accueille les touristes en quête de verdure et de loisirs. Outre l'observation des oiseaux et la pêche, de nombreuses activités sont proposées autour du plan d'eau : plongée, canoë-kayak, baignade (surveillée pendant les mois d'été), pétanque et planche à voile. C'est aussi le point de départ d'une voie verte menant à Cornimont et à Bussang.
Le pont le Prieur, enjambant la Moselle, relie les communes de Remiremont et Saint-Étienne-lès-Remiremont,,,.
La commune est limitrophe du parc naturel régional des Ballons des Vosges et est traversée par le GR 7 et de nombreux chemins de randonnées.

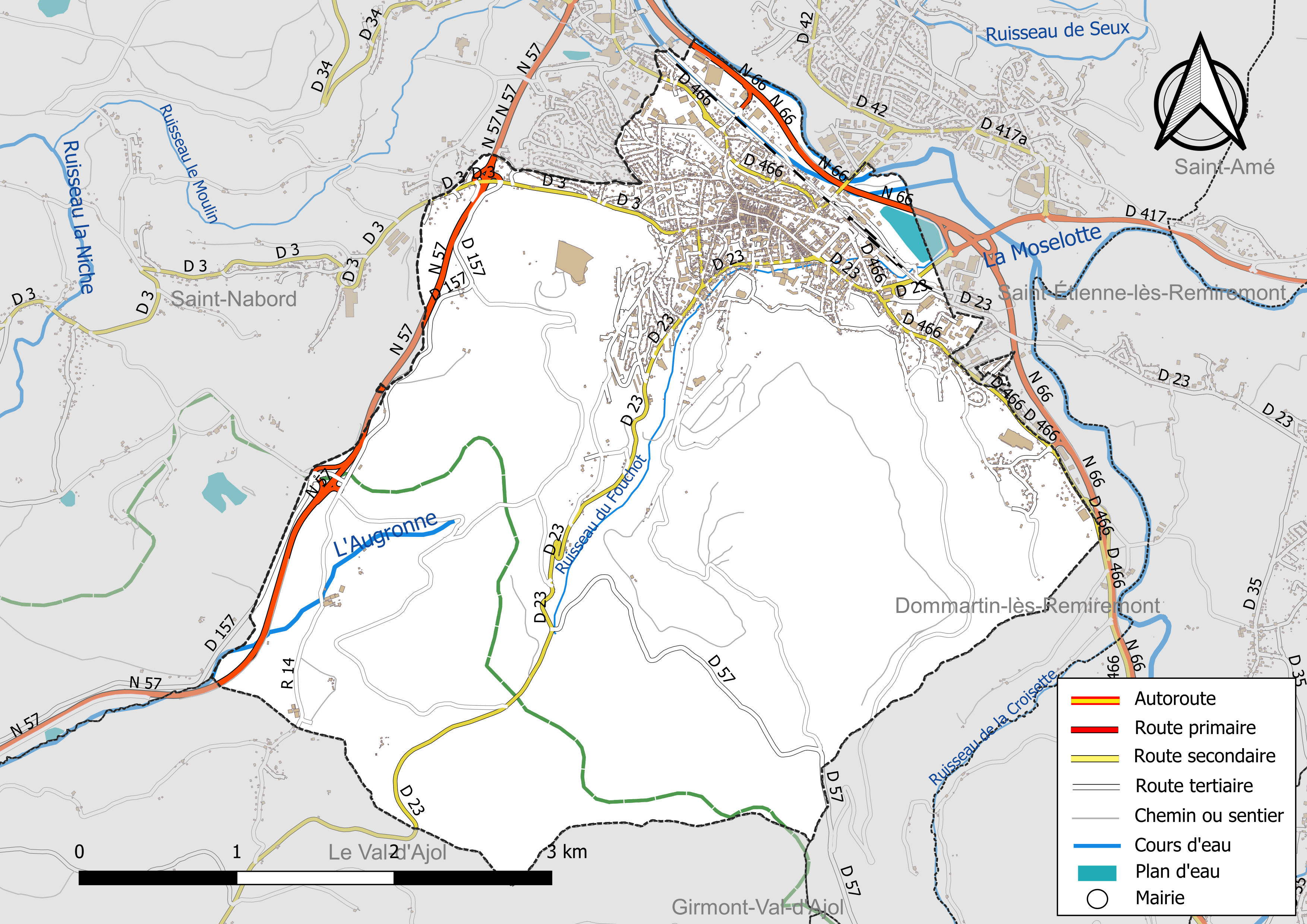
Réseaux hydrographique et routier de Remiremont.

La qualité des eaux de baignade et des cours d’eau peut être consultée sur un site dédié géré par les agences de l’eau et l’Agence française pour la biodiversité.
Hydrogéologie et climatologie : Système d’information pour la gestion des eaux souterraines du bassin Rhin-Meuse :
Territoire communal : Occupation du sol (Corinne Land Cover); Cours d'eau (BD Carthage),
Géologie : Carte géologique; Coupes géologiques et techniques,
 Hydrogéologie : Masses d'eau souterraine; BD Lisa; Cartes piézométriques.

### Climat
Pour des articles plus généraux, voir Climat du Grand Est et Climat du département des Vosges.
En 2010, le climat de la commune est de type climat de montagne, selon une étude du Centre national de la recherche scientifique s'appuyant sur une série de données couvrant la période 1971-2000. En 2020, Météo-France publie une typologie des climats de la France métropolitaine dans laquelle la commune est exposée à un climat semi-continental et est dans une zone de transition entre les régions climatiques « Lorraine, plateau de Langres, Morvan » et « Vosges ».
Pour la période 1971-2000, la température annuelle moyenne est de 9,4 °C, avec une amplitude thermique annuelle de 16,8 °C. Le cumul annuel moyen de précipitations est de 1 212 mm, avec 13,3 jours de précipitations en janvier et 10,8 jours en juillet. Pour la période 1991-2020, la température moyenne annuelle observée sur la station météorologique de Météo-France la plus proche, « Vagney », sur la commune de Vagney à 9 km à vol d'oiseau, est de 8,8 °C et le cumul annuel moyen de précipitations est de 1 472,7 mm. 
La température maximale relevée sur cette station est de 34,5 °C, atteinte le 25 juillet 2019 ; la température minimale est de −19,4 °C, atteinte le 20 décembre 2009,,.
| Mois                                  | jan.           | fév.           | mars          | avril         | mai           | juin          | jui.          | août          | sep.         | oct.          | nov.           | déc.           | année      |
| ------------------------------------- | -------------- | -------------- | ------------- | ------------- | ------------- | ------------- | ------------- | ------------- | ------------ | ------------- | -------------- | -------------- | ---------- |
| Température minimale moyenne (°C)     | −1,9           | −1,7           | 0,7           | 4,3           | 7,4           | 10,9          | 12,7          | 12,4          | 9,3          | 6,2           | 2,4            | −0,6           | 5,2        |
| Température moyenne (°C)              | 0,5            | 1,2            | 4,4           | 8,7           | 11,7          | 15,4          | 17,2          | 16,9          | 13,5         | 9,6           | 5,2            | 1,8            | 8,8        |
| Température maximale moyenne (°C)     | 2,9            | 4,1            | 8             | 13,1          | 16            | 19,8          | 21,7          | 21,3          | 17,7         | 13,1          | 7,9            | 4,1            | 12,5       |
| Record de froid (°C) date du record   | −12,9 05.01.10 | −17,5 05.02.12 | −11 24.03.08  | −7,7 04.04.22 | −2 06.05.19   | 2,3 05.06.12  | 4,9 02.07.11  | 4,1 11.08.16  | 0,8 17.09.08 | −6,2 29.10.12 | −10,2 30.11.10 | −19,4 20.12.09 | −19,4 2009 |
| Record de chaleur (°C) date du record | 15,4 01.01.22  | 19,3 27.02.19  | 21,9 30.03.21 | 26,3 28.04.12 | 28,6 25.05.09 | 33,9 26.06.19 | 34,5 25.07.19 | 34,4 07.08.15 | 30 05.09.23  | 24,7 23.10.19 | 21 08.11.15    | 16,9 28.12.15  | 34,5 2019  |
| Précipitations (mm)                   | 156,2          | 116,3          | 105,9         | 76,3          | 130,9         | 128,7         | 108           | 122,2         | 106,9        | 123,1         | 131,9          | 166,3          | 1 472,7    |

| Diagramme climatique                                  |              |           |             |            |               |             |               |              |              |             |              |
| J                                                     | F            | M         | A           | M          | J             | J           | A             | S            | O            | N           | D            |
| 2,9−1,9156,2                                          | 4,1−1,7116,3 | 80,7105,9 | 13,14,376,3 | 167,4130,9 | 19,810,9128,7 | 21,712,7108 | 21,312,4122,2 | 17,79,3106,9 | 13,16,2123,1 | 7,92,4131,9 | 4,1−0,6166,3 |
| Moyennes : • Temp. maxi et mini °C • Précipitation mm |              |           |             |            |               |             |               |              |              |             |              |

Les paramètres climatiques de la commune ont été estimés pour le milieu du siècle (2041-2070) selon différents scénarios d'émission de gaz à effet de serre à partir des nouvelles projections climatiques de référence DRIAS-2020. Ils sont consultables sur un site dédié publié par Météo-France en novembre 2022.

## Urbanisme

### Typologie
Au 1er janvier 2024, Remiremont est catégorisée petite ville, selon la nouvelle grille communale de densité à sept niveaux définie par l'Insee en 2022.
Elle appartient à l'unité urbaine de Remiremont, une agglomération intra-départementale regroupant six  communes, dont elle est ville-centre,,. Par ailleurs la commune fait partie de l'aire d'attraction de Remiremont, dont elle est la commune-centre,. Cette aire, qui regroupe 12 communes, est catégorisée dans les aires de moins de 50 000 habitants,.

### Occupation des sols
L'occupation des sols de la commune, telle qu'elle ressort de la base de données européenne d’occupation biophysique des sols Corine Land Cover (CLC), est marquée par l'importance des forêts et milieux semi-naturels (71,1 % en 2018), une proportion sensiblement équivalente à celle de 1990 (70,9 %). La répartition détaillée en 2018 est la suivante : 
forêts (71,1 %), zones urbanisées (16,6 %), prairies (5,4 %), zones agricoles hétérogènes (4,2 %), zones industrielles ou commerciales et réseaux de communication (2,3 %), mines, décharges et chantiers (0,4 %). L'évolution de l’occupation des sols de la commune et de ses infrastructures peut être observée sur les différentes représentations cartographiques du territoire : la carte de Cassini (XVIIIe siècle), la carte d'état-major (1820-1866) et les cartes ou photos aériennes de l'IGN pour la période actuelle (1950 à aujourd'hui).

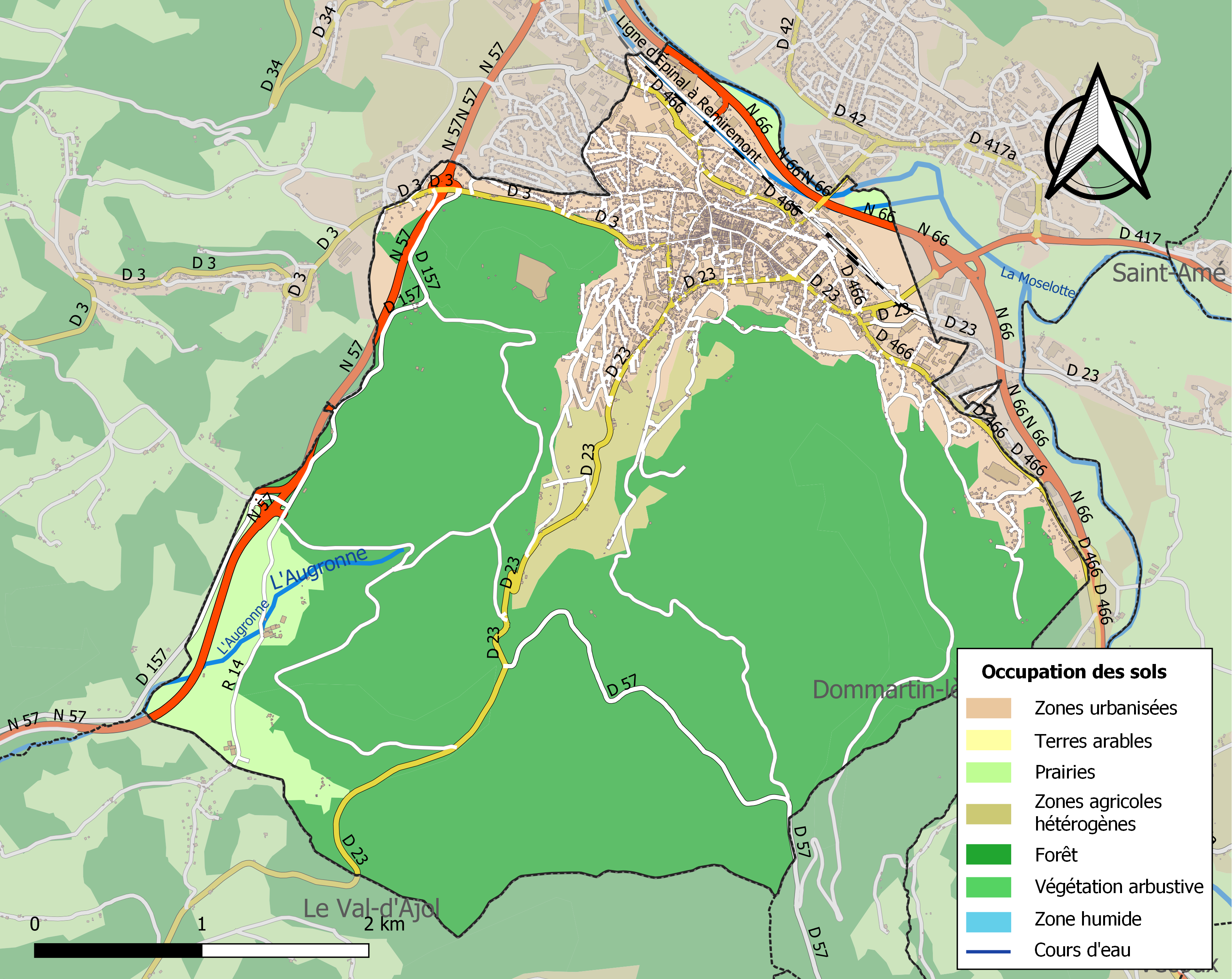
Carte des infrastructures et de l'occupation des sols de la commune en 2018 (CLC).

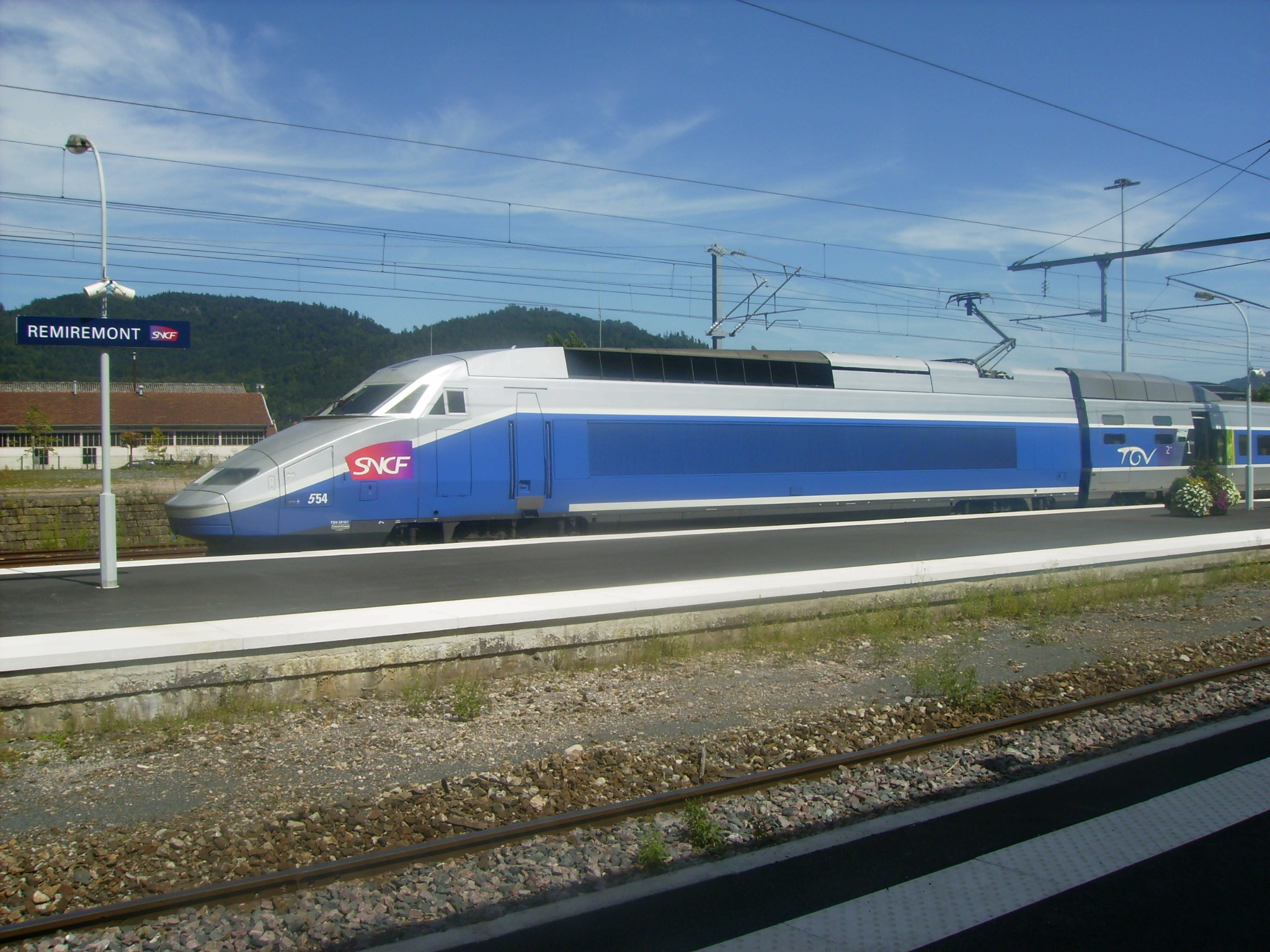
Gare desservie par le TGV et des trains TER Grand Est.

### Voies de communication et transports

#### Voies routières etvoies vertes
Remiremont est située au carrefour des routes nationales 66 (E512), 57 (E23) et départementale 417 (ancienne route nationale 417).
La vallée de la Moselle devient la vallée de la Haute Moselle et communique au-delà du col de Bussang avec la vallée de la Thur par la RN 66.
La Voie Bleue, Moselle-Saône à vélo, Lorvélo de Remiremont à Épinal.

#### Voies ferroviaires
La ville est bien desservie par la voie ferroviaire notamment avec deux allers-retours quotidiens à Paris en TGV depuis la gare de Remiremont.

#### Transports aériens
En fonction des destinations, plusieurs aéroports (cf. tableau ci-contre).

## Toponymie
Le nom de la localité est attesté sous les formes Montis Romarici (640), Romerici montem (870), Remeremont & Remerimont (1246), Remeiremont & Remelimont (1290), Romarimont (1336), Rümersberg (1339), Rimelsperg (1404), Remyremont (1505), Mont Rolland (1538), Remiremonde (1644), Remiremont (1711), Libremont (an II).
Remiremont est un hagiotoponyme caché. D'un nom de personne Romaric(us) (saint Romaric), qui fonda, sur le Saint Mont ou mont Habend, deux monastères, un d'hommes et un de femmes et montem, qui signifie le « mont de Romaric » .

## Histoire

### Origine

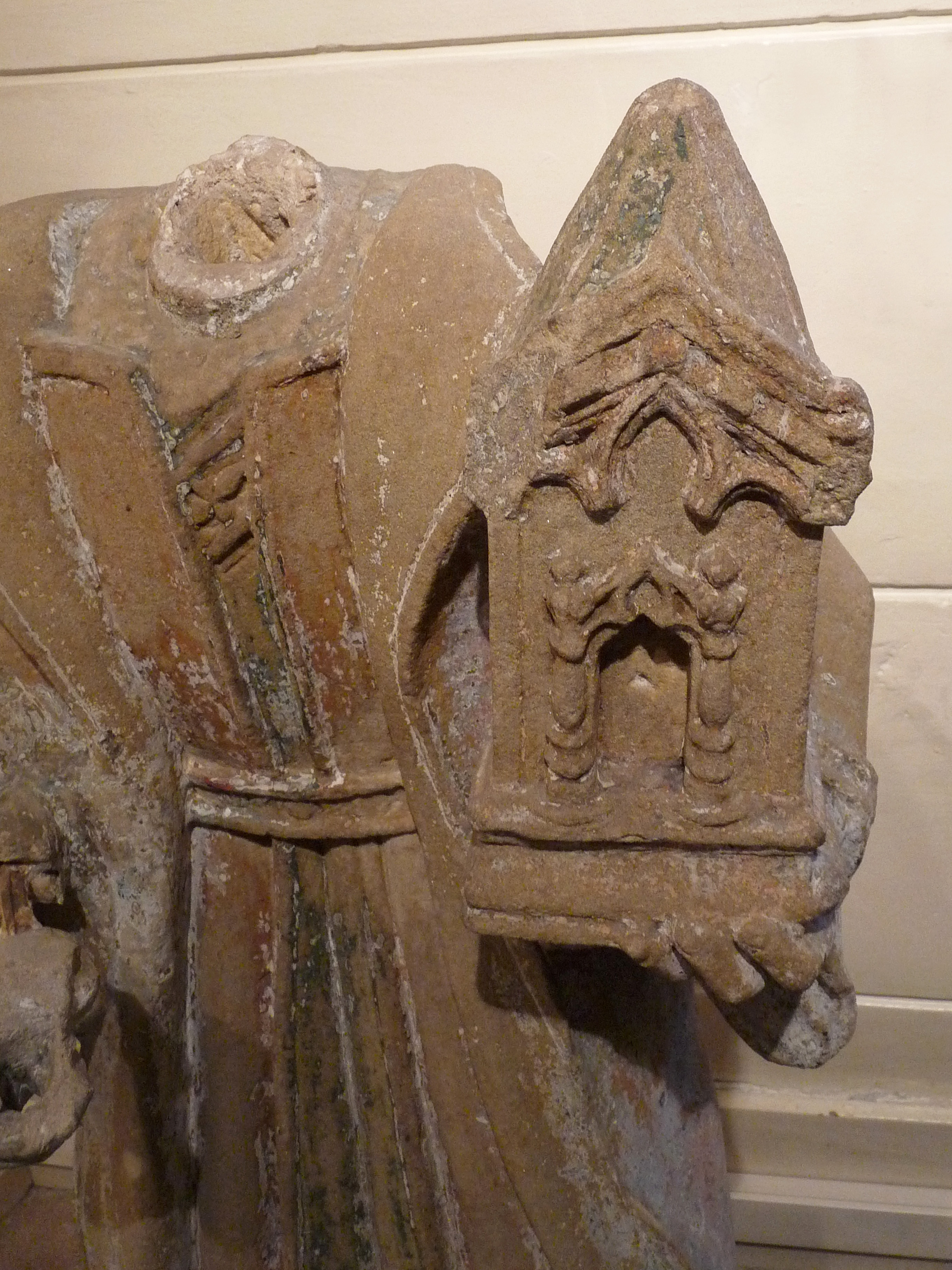
Saint Romaric portant le monastère qu'il a fondé (détail).

Le nom de la ville de Remiremont dérive par décalque du nom de l'institution abbatiale prestigieuse, qui s'y installe initialement entre la fin du VIIIe siècle et le IXe siècle, cette dernière avait été fondée aux temps mérovingiens sur l'actuel Saint-Mont, qui se nommait autrefois en latin ecclésiastique Sancti Romarici mons, abrégé en Romarici mons, le « mont de (saint) Romaric ». Romaric était selon la légende hagiographique un noble leude de la cour d’Austrasie à Metz, qui abandonna les affaires de cour pour la vie monastique, sous l’influence d’Amé de Remiremont, moine prédicateur disciple de saint Colomban. Ils fondèrent vers 620 deux monastères sur le mont Habendum (Pays d'Havend) que possédait Romaric,, l’un d’hommes, et l’autre au sommet de femmes. Saint Romaric vécut pendant trente ans dans cette abbaye du Saint-Mont, jusqu’à sa mort en 653.
L'institution mixte de Romaric est progressivement démantelée et transférée au pied du Saint-Mont, puis sur l'autre rive pour favoriser le peuplement et améliorer le contrôle de la communauté religieuse, sous l'égide des derniers maîtres du palais pépinides à l'origine de la dynastie carolingienne, ceci provoque à long terme le développement de Remiremont.
L'abbaye suit une règle approuvée par Louis le Débonnaire et publiée en 816 au 4e concile d’Aix-la-Chapelle.
La refondation carolingienne est aussi transformée de manière préférentielle en communauté de chanoinesses, séculière et souveraine, le chapitre de Remiremont dirigé par une abbesse héritière spirituelle des filles de Romaric, l'institution féminine dénommée abbaye de Remiremont est désormais réservée aux jeunes filles de la haute noblesse d'Empire. Jusqu'à une cinquantaine de nobles dames pouvaient y vivre avec de riches prébendes car l’abbaye érigée par les carolingiens au rang de principauté ecclésiastique incluant forêt et pâturages avait de nombreuses possessions et l’abbesse souveraine avait rang de princesse du Saint-Empire romain germanique lors des cérémonies royales ou impériales.
Dès le XIIe siècle, les ducs de Lorraine, avoués de l'abbaye d'Empire, commencent à grignoter des parties cruciales de pouvoir princier aux abbesses et aux chanoinesses, en accaparant des biens et des droits stratégiques. L'administration ducale s'interpose souvent en façonnant des alliances politiques avec les populations montagnardes, justifiant a posteriori leurs interventions constantes et en s'immisçant dans l'administration de territoires limitrophes, parfois annexés promptement.

Au XVe siècle, l'État lorrain établit de facto une suzeraineté de ses dirigeants sur les territoires de l'abbaye et du chapitre, les ducs prenant le titre symbolique de comtes de Remiremont.
 L'abbaye d'Empire, encore auréolée de prestige, est ravalée au rang d'une simple seigneurie ecclésiastique, jouissant de biens fonciers encore considérables et gardant un simulacre d'indépendance par sa petite administration relictuelle, placée sous surveillance ducale.
Michel de Montaigne, qui s'arrêta à Remiremont en 1580, lors de son voyage en Italie et en Allemagne, relate dans son journal de voyage que l'abbesse et les chanoinesses lui firent le plus aimable accueil et lui firent envoyer des artichauts, des perdrix et un baril de vin pour restaurer sa petite équipée.
Il faut attendre le dernier quart du XVIe siècle pour que l'administration étatique de Lorraine accapare les derniers droits de contrôle des chanoinesses et abbesses, en l'occurrence sur les bois dits "répandise" et les chaumes. La cartographie orchestrée par le président de la chambre des comptes Thierry Alix en fait foi entre 1576 et 1578.

### La guerre de Trente Ans

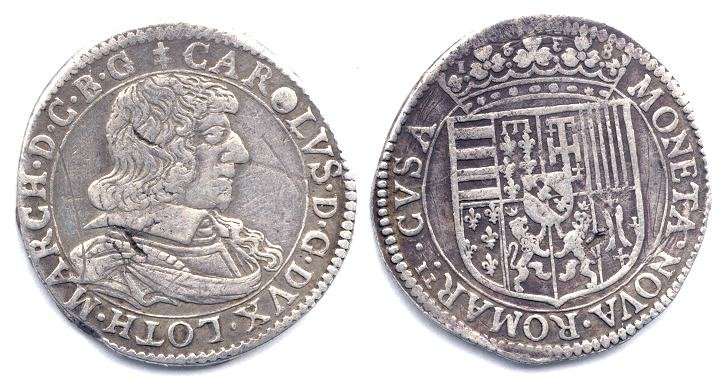
Teston à l'effigie du duc frappé à Remiremont en 1638 (diamètre 29 mm).

Pendant la guerre de Trente Ans, l'abbesse Catherine de Lorraine, fille du duc Charles III de Lorraine, fit preuve d'initiative et de courage. En juillet 1638, lors du siège de Remiremont par les Français commandés par Turenne, elle entraîne ses chanoinesses et la population de Remiremont à la résistance et en quelques heures les trois brèches ouvertes par les canons français dans les murs de la ville se trouvent réparées.
Auguste Digot dans son Histoire de la Lorraine en fait le récit : … le sieur de la Jonchette, gouverneur d'Épinal, avait engagé le vicomte (Turenne) à se diriger sur Remiremont, pour y rétablir l'autorité du roi. Il disait que la ville ne pouvait tenir plus d'une demi-journée… Turenne chargea La Jonchette d'attaquer Remiremont, et le siège commença le 2 juillet. Il n'y avait que trente soldats dans la place, mais les bourgeois avaient pris les armes, avec la résolution de se bien défendre. Le 3,le marquis de Ville parvint à s'échapper et gagna les montagnes, où il tâcha de rassembler du monde pour secourir les assiégés. La Jonchette ordonna deux assauts, fut repoussé avec pertes et dressa une batterie, qui ouvrit, en peu d'heures, une brèche large de vingt pas. Comme les soldats et les bourgeois n'étaient pas en état de garder les murailles et d'exécuter les ouvrages indispensables pour empêcher l'ennemi de pénétrer dans les rues, le commandant lorrain mit les femmes en réquisition ; elles refusèrent de sortir de chez elles ; mais la princesse Catherine, qui se trouvait heureusement dans la ville, accourut, avec les chanoinesses, et donna l'exemple de l'obéissance et du travail. À ce spectacle, chacun, voulut mettre la main à l'œuvre, et le dégât fut promptement réparé. Le 5 juillet, une compagnie de cavalerie lorraine, venant de la Franche-Comté, réussit à se jeter dans Remiremont ; le marquis de Ville y fit entrer cent cinquante hommes d'infanterie, et les Français, rebutés par l'opiniâtre résistance des assiégés, décampèrent, le 8, après avoir perdu plus de 700 hommes : tués, blessés ou prisonniers.
Jacques de Huvé, capitaine châtelain de la ville et du comté de Fontenoy-le-Château, à la tête des sujets de sa capitainerie, participa glorieusement à la levée du siège.

### De la Révolution française à la Libération

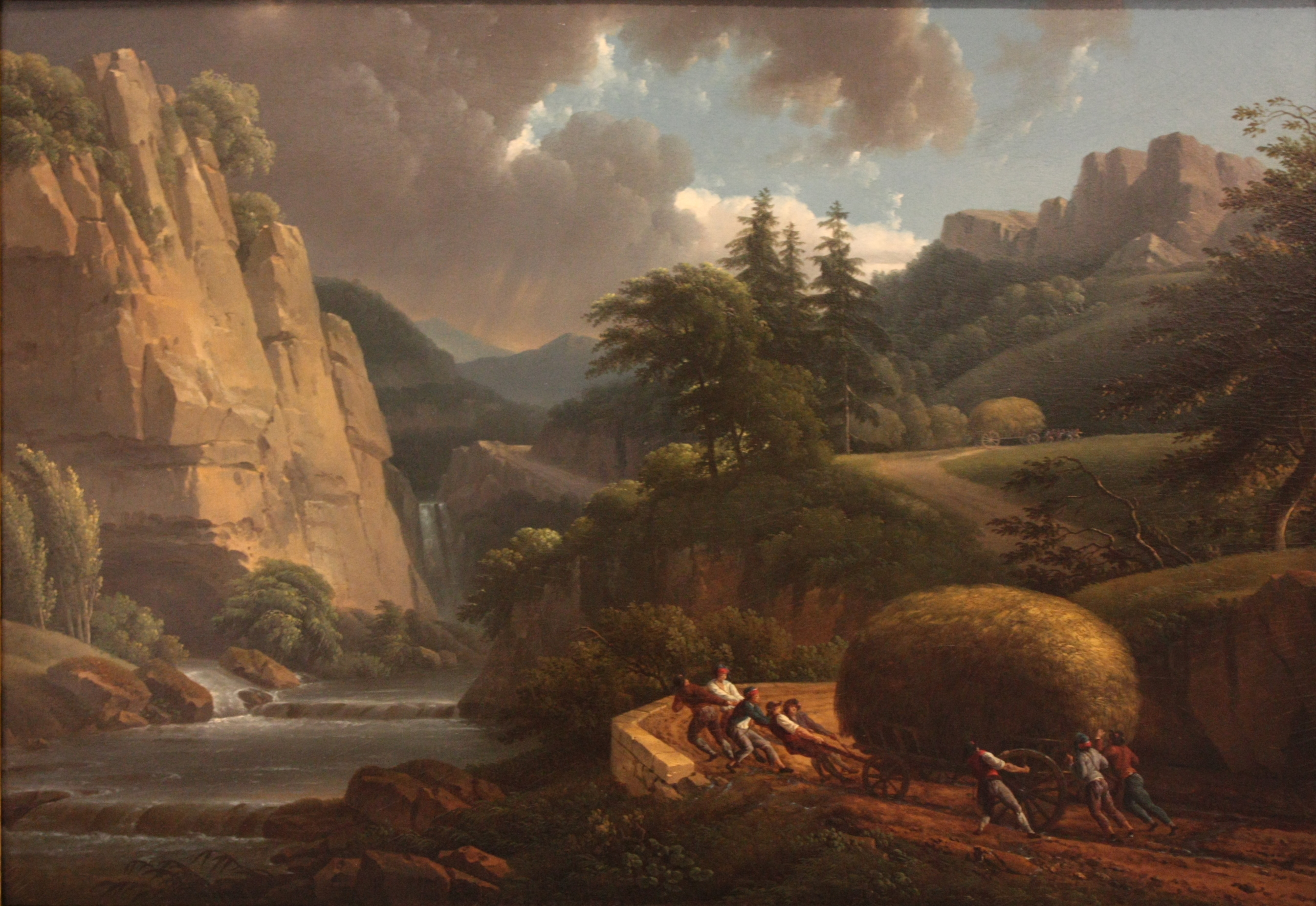
Alexandre-Hyacinthe Dunouy, Les citoyens de Remiremont conduisant les voitures de fourrage à l'armée du Rhin, (musée de la Révolution française).

À la Révolution française : dès juillet 1789, la dernière abbesse, Louise-Adélaïde de Bourbon-Condé, princesse du sang, rejoignit son père et émigra, comme certaines des chanoinesses. D'autres choisirent de retourner dans leur famille. Le 7 décembre 1790, l'église abbatiale fut fermée après onze siècles d'existence.
Pendant quelques années, la ville fut débaptisée et s'appela Libre-Mont. Elle fut chef-lieu de district de 1790 à 1795.
Vers 1801 des Juifs s'installèrent à Remiremont. Ils venaient des pays de l'Est et d'Alsace ; leur nombre ne cessa de s'accroître jusqu'en 1881. Ils exerçaient les métiers de fabricant de tissu, boucher, marchand de bétail, de chiffons.
La synagogue construite dans un style orientaliste a été inaugurée en 1873, et l'année suivante la communauté de Remiremont devient le siège d'un rabbinat alors qu'elle dépendait précédemment du rabbin d'Épinal. La présence d'un important cimetière israélite atteste l'importance de la communauté juive pendant plus d'un siècle.

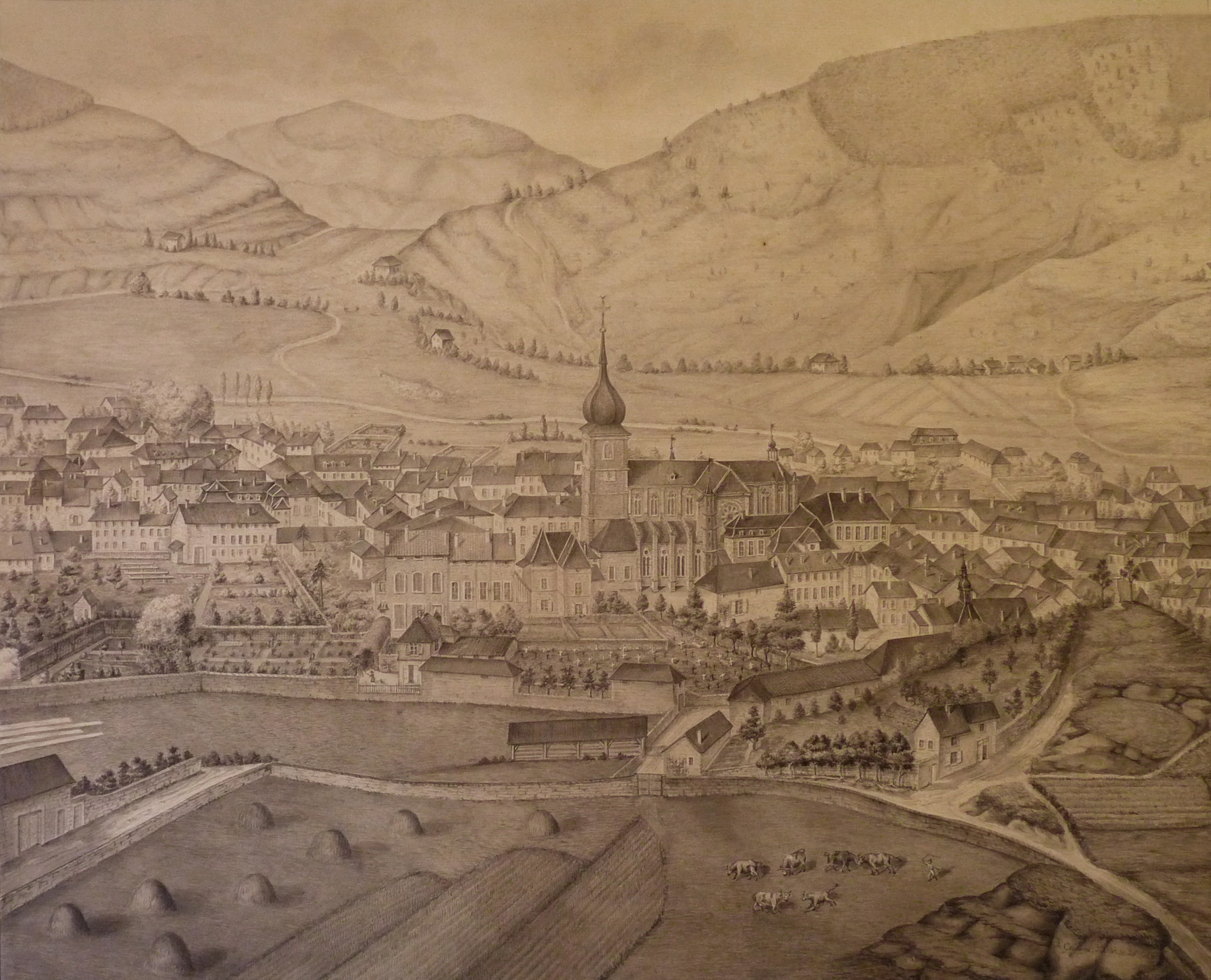
Vue de Remiremont en 1826.

Après la guerre franco-allemande de 1870, un fort fut érigé au-dessus de la ville, le fort du Parmont. Il est ouvert en 1876 après deux ans de travaux. Durant la Seconde Guerre mondiale, il tombe aux mains de l'armée allemande le 18 juin 1940. Après cette guerre, il sera utilisé jusqu'en 1960 par l'armée américaine comme dépôt de munition. Laissé à l'abandon, il est restauré depuis 2005 par des bénévoles.
L'Aviso Remiremont était un bâtiment de la marine nationale française, il a sillonné les mers de 1920 à 1936, puis a servi pour l'entraînement des jeunes recrues. Il était sorti des Forges et chantiers de la Gironde.
Quarante-et-un juifs romarimontains périrent lors de la Shoah, et 24 personnes nées à Remiremont sont mortes en déportation.
À la Libération, seulement une demi-douzaine de familles rescapées de la Solution finale reviennent à Remiremont. De ce fait la synagogue est vendue à un particulier et détruite.
Ses seuls vestiges visibles se trouvent actuellement à la synagogue-musée de Bruyères et les bancs des fidèles servent dans l'oratoire de la synagogue d'Épinal.
La ville fut libérée le 23 septembre 1944. Les troupes américaines sont arrivées ce jour-là par la route qui s'appelle aujourd'hui rue des États-Unis.

## Politique et administration

### Organisation territoriale
Remiremont fut chef-lieu d'un arrondissement rattaché à l'arrondissement d'Épinal le 10 septembre 1926. La ville est désormais chef-lieu de canton.
Le canton de Remiremont est composé des communes de Cleurie, Éloyes, Jarménil, Pouxeux, Raon-aux-Bois, Remiremont, Saint-Amé, Saint-Étienne-lès-Remiremont et Saint-Nabord. Ces neuf communes totalisent 33 045 habitants.

#### Intercommunalité
Remiremont fait partie de la communauté de communes de la Porte des Vosges Méridionales qui regroupe, depuis le 1er janvier 2017, dix communes, soit une population de 29 357 habitants en 2018.

### Tendances politiques et résultats
Avec 67,62 % des voix au 2d tour de l'élection présidentielle à Remiremont, Emmanuel Macron (En Marche !) arrive à la première place. Il devance Marine Le Pen (FN) qui récolte 32,38 % des voix.
À l'issue du 1er tour à Remiremont, Emmanuel Macron (En Marche!) était également arrivé à la première place (24,8 % des suffrages) dans la commune de Remiremont.
On observe un vote blanc à hauteur de 5,18 % chez les votants.

#### Visites politiques
Seulement 2 Présidents de la République ont fait une visite à Remiremont : Vincent Auriol le 20 juillet 1952 et Georges Pompidou en avril 1972. À noter que le futur Président du Sénat puis Président de la République Paul Doumer (de 1931 à 1932) était professeur de mathématique au Collège de garçons de Remiremont dans les années 1880.
Seul 4 ministres en fonction se sont arrêtés dans la ville : Simone Veil (Ministre de la Santé) en 1975 pour inaugurer le nouvel hôpital, Jean-Pierre Raffarin (Premier Ministre) en 2003 en visite, Jacqueline Gourault (Ministre de la Cohésion des territoires et des Relations avec les collectivités territoriales) en 2019 pour visiter la ville et le Musée Charles-Friry puis en 2020 pour les obsèques de Christian Poncelet et enfin Aurélien Rousseau (Ministre de la Santé et de la Prévention) en 2023 à la suite des polémiques et incidents à l'hôpital.
Les ministres Catherine Vautrin (Ministre du travail, de la santé et des solidarités) et Frédéric Valletoux (Ministre délégué chargé de la Santé et de la Prévention) sont attendus à Remiremont avant cet été 2024 concernant les polémiques et le maintien de l'hôpital de la ville.
Christian Poncelet, Président du Sénat (de 1998 à 2008) habitait la ville et en a été Maire. Gérard Larcher, Président du Sénat qui lui succéda s’arrêtera dans la ville en 2020 pour ses obsèques.
Jules Méline, Président du Conseil des ministres (ancêtre du Premier ministre) de 1896 à 1898 est natif de Remiremont.
Plusieurs députés ou sénateurs passeront également par Remiremont .

### Budget et fiscalité
Données 2022
| Chiffres clés                                                        | En milliers d'euros | En euros par habitant |
| -------------------------------------------------------------------- | ------------------- | --------------------- |
| Total des produits de fonctionnement = A                             | 12 541              | 1 569                 |
| Total des charges de fonctionnement = B                              | 11 418              | 1 429                 |
| Résultat comptable = A - B = R                                       | 1 123               | 141                   |
| Total des ressources d'investissement = C                            | 4 384               | 549                   |
| Total des emplois d'investissement = D                               | 3 891               | 487                   |
| Besoin ou capacité de financement de la section d'investissement = E | 493                 | 62                    |
| Capacité d'autofinancement = CAF                                     | 1 594               | 199                   |
| Fonds de roulement                                                   | 4 123               | 516                   |

| Endettement                    | En milliers d'euros | € par habitant |
| ------------------------------ | ------------------- | -------------- |
| Encours de la dette au 31/12/N | 9 586               | 1 199          |
| Annuité de la dette            | 1 106               | 138            |

Sources : Les comptes de la commune
Chiffres clés Revenus et pauvreté des ménages en 2021 : Médiane en 2021 du revenu disponible, par unité de consommation : 20 340 €.

## Population et société

### Démographie
L'évolution du nombre d'habitants est connue à travers les recensements de la population effectués dans la commune depuis 1793. Pour les communes de moins de 10 000 habitants, une enquête de recensement portant sur toute la population est réalisée tous les cinq ans, les populations de référence des années intermédiaires étant quant à elles estimées par interpolation ou extrapolation. Pour la commune, le premier recensement exhaustif entrant dans le cadre du nouveau dispositif a été réalisé en 2007.

En 2022, la commune comptait 7 500 habitants, en évolution de −2,95 % par rapport à 2016 (Vosges : −2,96 %, France hors Mayotte : +2,11 %).
| 1793  | 1800  | 1806  | 1821  | 1831  | 1836  | 1841  | 1846  | 1856  |
| ----- | ----- | ----- | ----- | ----- | ----- | ----- | ----- | ----- |
| 3 401 | 3 250 | 3 719 | 3 949 | 4 686 | 5 055 | 5 099 | 5 430 | 5 164 |

| 1861  | 1866  | 1872  | 1876  | 1881  | 1886  | 1891  | 1896   | 1901   |
| ----- | ----- | ----- | ----- | ----- | ----- | ----- | ------ | ------ |
| 5 668 | 6 074 | 6 510 | 7 866 | 8 126 | 8 756 | 9 374 | 10 479 | 10 322 |

| 1906   | 1911   | 1921  | 1926  | 1931  | 1936   | 1946   | 1954  | 1962  |
| ------ | ------ | ----- | ----- | ----- | ------ | ------ | ----- | ----- |
| 10 548 | 10 991 | 9 605 | 9 629 | 9 754 | 10 462 | 10 319 | 9 799 | 9 350 |

| 1968  | 1975   | 1982  | 1990  | 1999  | 2006  | 2007  | 2012  | 2017  |
| ----- | ------ | ----- | ----- | ----- | ----- | ----- | ----- | ----- |
| 9 312 | 10 552 | 9 985 | 9 068 | 8 538 | 8 182 | 8 104 | 7 766 | 7 714 |

| 2022  | - | - | - | - | - | - | - | - |
| ----- | - | - | - | - | - | - | - | - |
| 7 500 | - | - | - | - | - | - | - | - |

### Manifestations culturelles et festivités

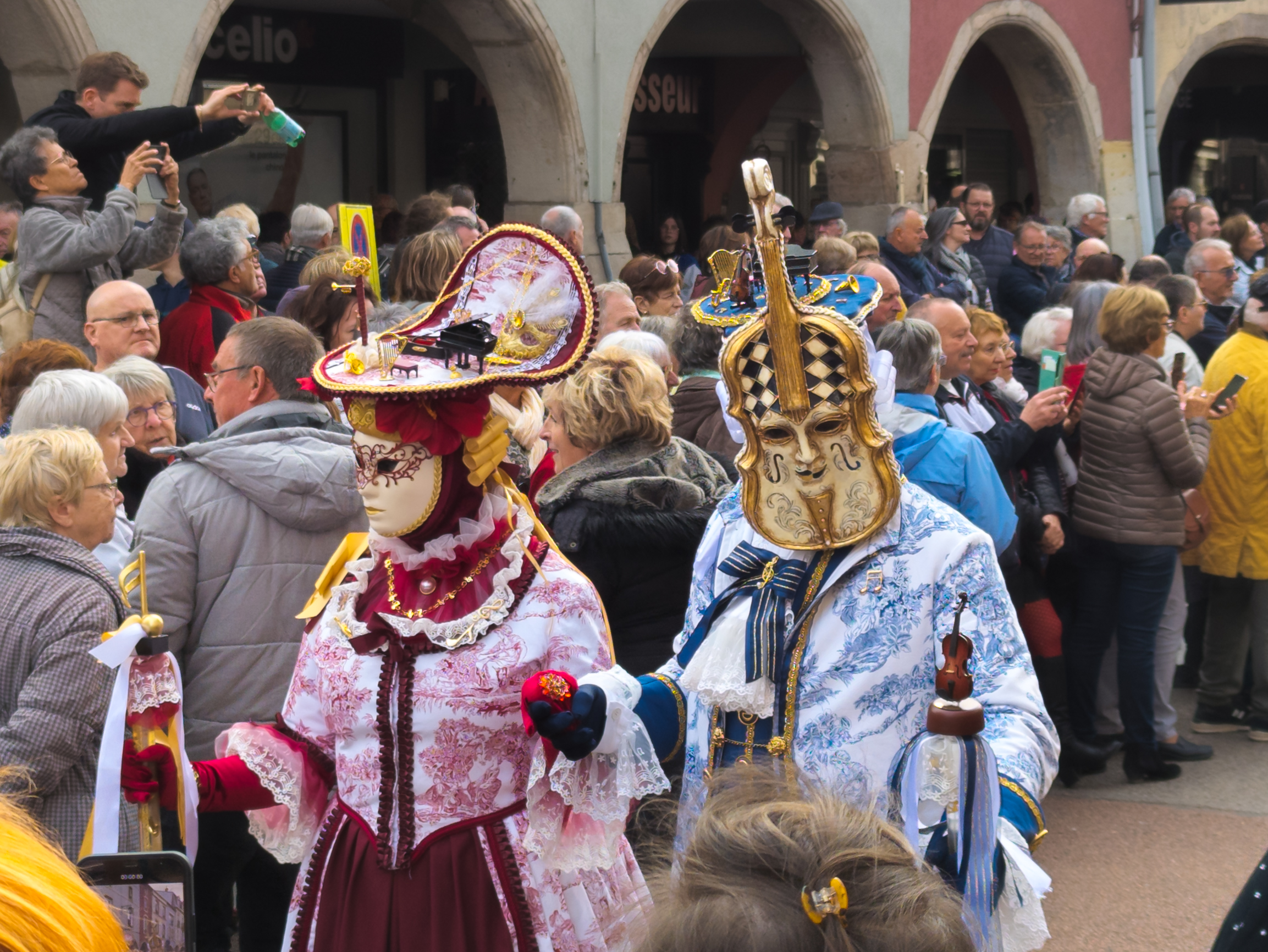
Carnaval vénitien de Remiremont

- Le Carnaval vénitien de Remiremont : Plus ancien carnaval vénitien de France, il se déroule en général chaque année durant le dernier week-end de mars. Créé en 1996 par une poignée de passionnés du carnaval de Venise. Environ 400 costumés déambulent dans la ville ainsi que des défilés sont organisés dont un nocturne devant près de 15 000 spectateurs sur plusieurs jours[72],[73].
- Les Champs Golots : le Jeudi Saint, cette fête populaire marque la fin de l'hiver. Pour symboliser le dégel des ruisseaux, un bassin du centre-ville est rempli d'eau et les enfants y font naviguer des bateaux illuminés de leur fabrication.
- La Fête foraine de la Saint-Romaric : elle se tient tous les ans au Champ de Mars de la ville vers la mi-septembre durant une semaine.
- La Saint-Nicolas : Chaque année, le premier samedi de décembre, un défilé de chars est organisé et parcourt les rues de la ville. Le char du Saint Patron des enfants et de la Lorraine clôt le défilé et des dizaines de chars décorés par des organisations locales défilent. Pendant cette manifestation les clefs de la ville sont remises à saint Nicolas par le maire.
- Les Kiriolés : (lendemain de la Pentecôte : lundi des Kiriolés) toutes les paroisses du patronage de Remiremont, excepté celle de Saint-Maurice, arrivaient en procession, chantant des Kiriolés (cantiques en patois local). Chaque paroisse était distinguée par des rameaux de verdure (genévrier, lilas, cerisier, sureau, saule, chêne, sapin, genêt et aubépine). Six paroisses stationnaient à l'église des Dames, les autres ne faisaient que la traverser en chantant. Cette fête existait déjà avant 1789.
- La Fête des Brioches : tradition romarimontaine du XIIe siècle, elle se tient à l’ancienne léproserie (chapelle de la Madeleine). À l’époque, pour éviter de toucher les malades, leurs voisins tendaient aux pensionnaires des cannes au bout desquelles étaient piquées des viennoiseries. La Fête des Brioches se tient lors du Carême. Les enfants perpétuent le geste de l’aumône en achetant et dégustant des brioches piquées sur des baguettes de noisetier.
- Marché de Noël : Tous les ans en décembre dans la rue de la Franche-Pierre et la place Christian-Poncelet. Des dizaines de chalets s'y installent.
- Cadre de vie : la ville s'illumine chaque année[74] pour les fêtes de fin d'année (Saint-Nicolas, Noël, Nouvel-an). Remiremont a par ailleurs été labellisée « ville fleurie trois fleurs » attribuées par le Conseil national au Concours des villes et villages fleuris.
- Fête de la Musique : Chaque 21 juin, toute la ville accueille les groupes, chanteurs et musiciens dans les rues.
- Semaine de la photographie : Expositions intérieures et extérieures, conférences, diaporamas, animations et films rythment la ville pendant plus de 10 jours. Cette semaine est dédiée à l’art de l’instantané. C'est plus d’une trentaine de photographes qui propose leurs œuvres dans différents lieux de la ville : à l’Hôtel de Ville, au Centre Culturel Gilbert Zaug, aux musées Charles Friry et Charles de Bruyères, à la Médiathèque Intercommunale Le Cercle ou encore dans la rue Charles de Gaulle.
- Braderie de Printemps et Braderie d'Automne : Depuis 1950, Remiremont organise des braderies. En 2022, ses braderies ont changé de dimension avec des animations (château gonflable, ferme pédagogique, expositions de voitures et motos, animation cuisine...) et des stands en plus. Elle à lieu dans la rue Charles-de-Gaulle, la place De-Lattre-de-Tassigny, la rue de la Xavée et parfois quelques rues adjacentes comme la rue Janny ou la rue des Capucins.
- Marché de Pâques : Organisé au Fort du Parmont tous les ans dans la période de Pâques avec plusieurs exposants, artisans, produits locaux, buvettes, ...
- Salon "Rendez-vous des terroirs d'ailleurs": Créé en 1995, se salon se tient sur 2 jours tous les ans. Il fait découvrir des spécialités produites dans toute la France et l'Europe et les met en valeur.

### Enseignement
- Premier degré :
  - Groupe scolaire Jules-Ferry ;
  - Groupe scolaire de La Maix ;
  - Groupe scolaire de Rhumont ;
  - Groupe scolaire de Révillon ;
  - École privée Saint-Romaric ;
- Second degré :
  - Collège Christian-Poncelet (ex-collège Le Tertre)
  - Collège Charlet ;
  - Ensemble scolaire Jeanne d'Arc - Saint-Joseph et CFA du Saint-Mont : collège, lycée et CFA (collège Saint-Joseph, lycée Jeanne-d'Arc, CFA du Saint-Mont) ; cet ensemble scolaire forme de la sixième au BTS ;
  - Lycée André-Malraux, couramment appelé « Béchamp » depuis qu'il a succédé au lycée Jules-Méline du centre-ville ; ce lycée forme de la seconde au BTS ;
  - Lycée professionnel régional Camille-Claudel couramment appelé « Lycée du Parmont » ; il forme de la troisième prépa-métiers au BTS.
  - Institut de formation en soins infirmiers (IFSI).
- Formation professionnelle :
  - Centre de l'agence professionnelle pour la formation des adultes (AFPA).

### Santé
Trois hôpitaux se sont succédé à Remiremont :
- l'hôpital et Maison-Dieu Saint-Barthélémy et Saint-Laurent, créés sans doute au Xe siècle au centre-ville,
- puis l'hôpital Sainte-Béatrix du 1er quart du XVIIIe siècle, vers 1724. Bâti sur un terrain « hors les murs ». L'ancien hôpital-hospice Sainte-Béatrix, du 1er quart du XVIIIe siècle, a été détruit. Il a conservé ses pots à pharmacie dont il subsiste des éléments inscrits sur l'Inventaire supplémentaire des monuments historiques (portail, niche et statue) par arrêté du 20 août 1974.
- et enfin le Centre hospitalier de Remiremont Béatrix de Lorraine qui à ouvert ses portes en 1974. Il est d'une capacité d'accueil totale de 274 lits[75]. D'abord nommé Centre hospitalier de Remiremont, il est décidé en 2018 de lui donner le nom de Béatrix de Lorraine.

Centre hospitalier Béatrix de Lorraine
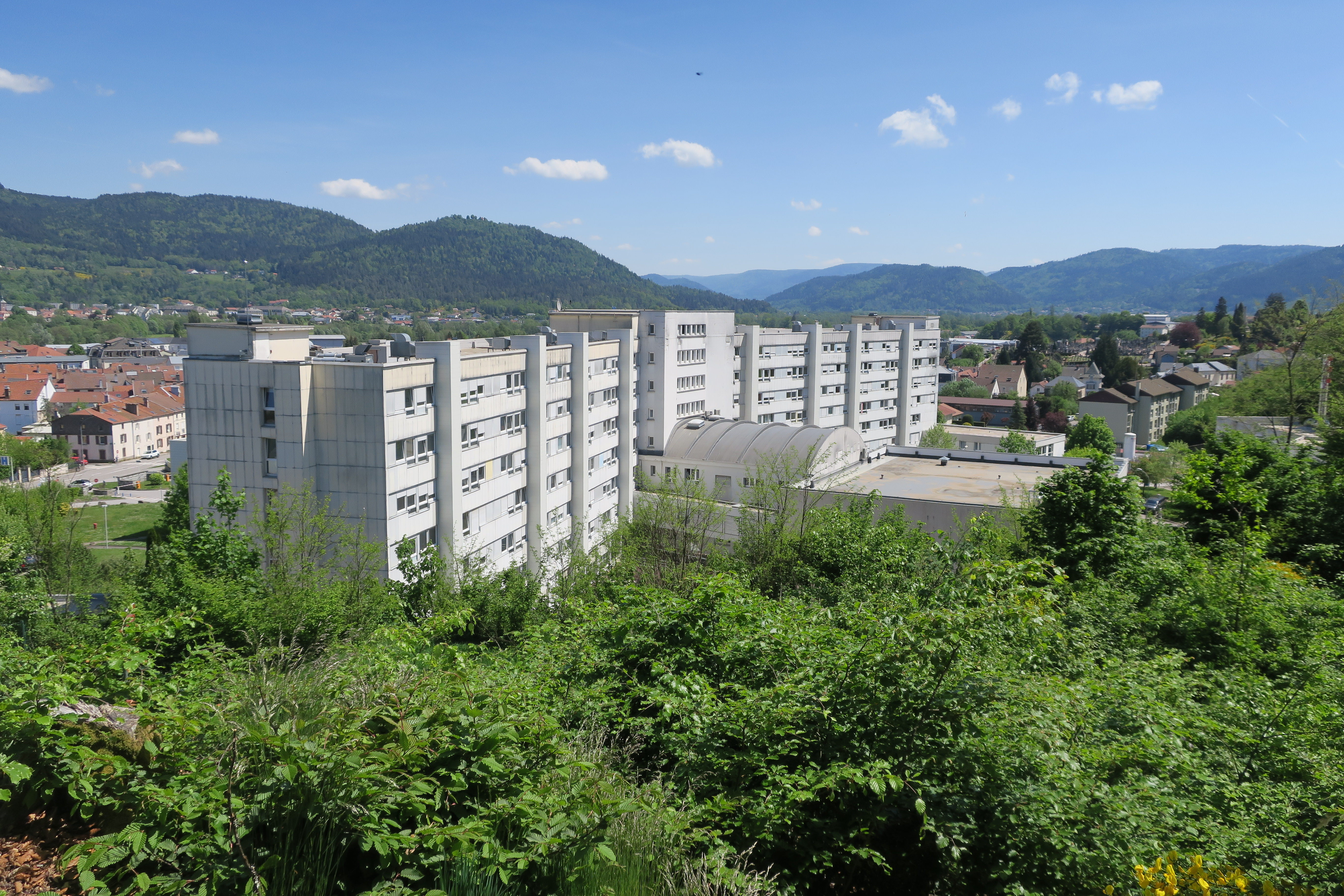
Vue générale.
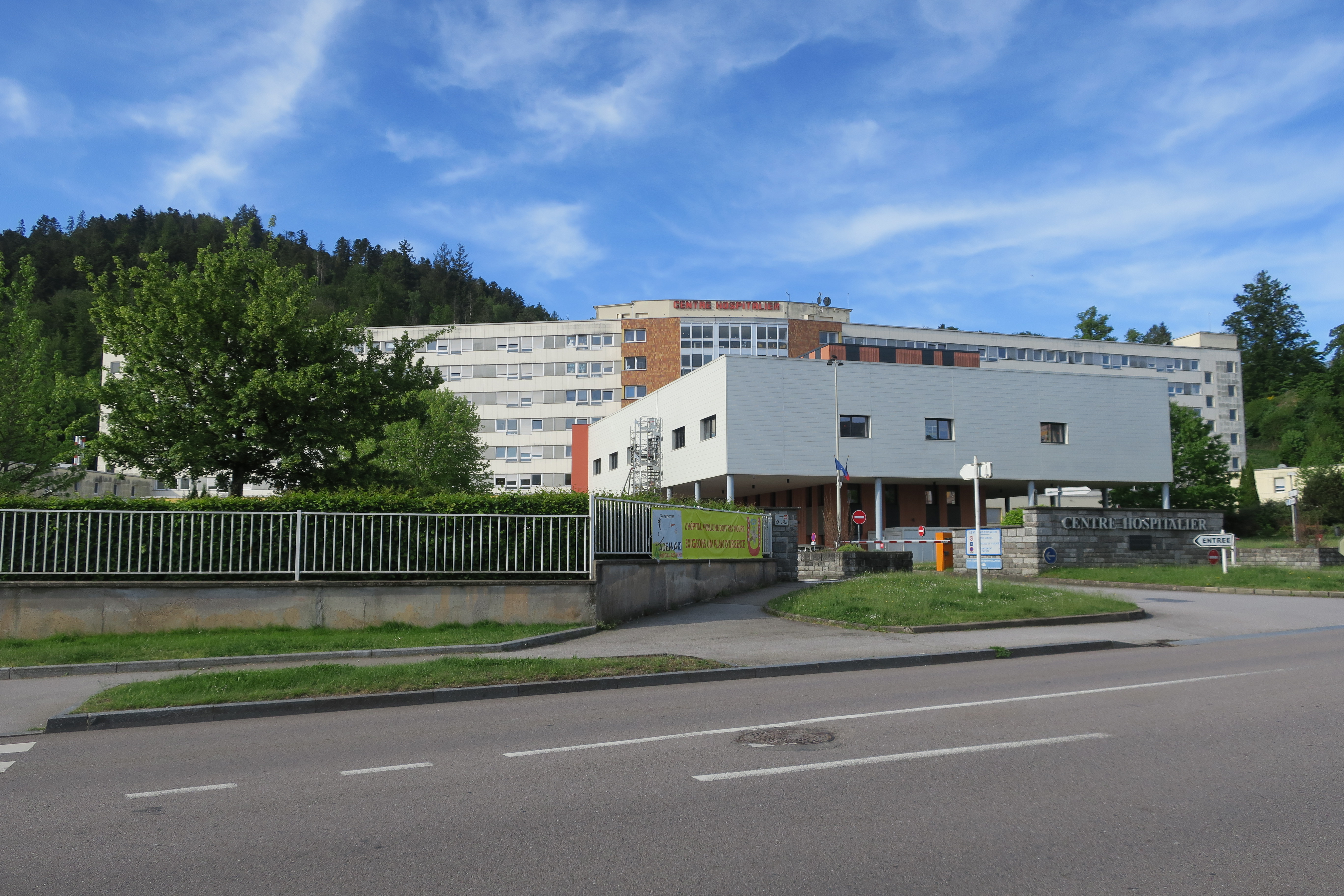
Façade côté entrée.
Carte avec les aménagements successifs..

La ville dispose de praticiens et d'établissements de santé de toutes les disciplines : médecins, gynécologues, pédiatres, chirurgiens-dentistes, infirmiers, kinésithérapeutes, ostéopathes, radiologues ou pharmacies...

### Sports et loisirs
La ville dispose de plusieurs sites sportifs : le Centre équestre de la Grange Puton, la piscine intercommunale "La Ligne", le stade de Béchamp (1 terrain pelouse, 1 terrain sable, 1 piste d'athlétisme), le Plan d’eau, le stade VTT des Vosges Secrètes, le circuit du Choisy Model Club, le bouloudrome du Plan d'eau, le départ de la Voie Verte des Hautes-Vosges, le Skate-Park du Plan d'eau, les courts de tennis de la Grange Puton, le City Stade du Rhumont, le boulodrome de Révillon, le tennis couvert de l'Épinette (3 courts et 1 futur terrain de padel), le stade du Vélodrome, le mini-golf autour du Plan d'eau, le parcours de santé de la Grange Puton, le Classico V (salle de foot à 5), une salle d'escalade.
La ville à également de nombreux gymnases : gymnase du lycée professionnel Camille-Claudel, gymnase de l'Ensemble du Saint-Mont, gymnase du collège Christian-Poncelet, gymnase du collège Charlet, gymnase de Béchamp, gymnase George-Lang (Dojo), la salle d'armes. Différentes salles de sports payantes sont installées à Remiremont ou à proximité.
L'Office Municipal des Sports, Loisirs et Culture (OMSLC) de Remiremont représente 41 clubs de sport dont 6 scolaires et 32 clubs culturels dont 4 scolaires. Soit un total de 73 sociétés regroupant environ 7 700 adhérents.
Remiremont possède des clubs sportifs dans beaucoup de domaines, entre autres : karaté, judo, musculation, football, rugby, handball, basket-ball, natation, équitation, danse, twirling, tir, athlétisme, aïkido, volley-ball, cyclisme...
À l'initiative de certains clubs sportifs, des initiations, des marches ou autres activités sont organisées pendant l'Octobre rose en faveur de la recherche médicale contre le cancer du seins et pour la sensibilisation du dépistage chez les femmes.
En 2022, Remiremont et la Communauté de communes de la Porte des Vosges Méridionales sont labellisées « Terre de Jeux 2024 » à l'occasion des Jeux olympiques d'été de 2024 à Paris.
Quelques manifestations et sports à Remiremont :
- Rugby à XV :

Deux clubs ont vu le jour à Remiremont : 
- - le Rugby Club Romarimontain (RCR) de 1981 à 1987 qui avait un terrain près de la Demoiselle à Remiremont[79] ;
  - le Rugby Club des 2 Vallées (RC2V) créé en 2002 où l'équipe s'entraine et joue dans le stade du Vélodrome, à proximité du Plan d'eau.
- Courses / Athlétisme / Trails :

Pour la pratique de la course, Remiremont dispose d'une piste d'athlétisme refaite à neuf en 2020 et inaugurée par Pascal Martinot-Lagarde au stade de Béchamp, du départ de la Voie-Verte, des forêts et du tour Plan d'eau.
La Corrida des Abbesses : créée en 1980, elle est la plus ancienne course sur route de Lorraine. La Corrida se tient chaque année entre Noël et Nouvel An dans les rues de la ville. Ce rendez-vous sportif, devenu une classique dans l'Est de la France et les pays voisins, est très attendu par les coureurs chaque année.
Le Trail 14-18 : le trail fut créé en 2015 car les rues étaient devenues trop étroites pour accueillir un grand nombre de coureurs pendant la Corrida des Abesses. La course se tient la veille au soir de la Corrida et se court dans la forêt romarimontaine, à proximité du Fort du Parmont.
Depuis 2018, la ville de Remiremont accueille le départ de l'Infernal Trail 100 %, une course caritative de 12 km, qui permet de recueillir des fonds pour une association et de la faire connaître.
- Football :

Plusieurs clubs de football ont existé à Remiremont : 
- l'Association sportive romarimontaine (ASR) a connu de grands moments, accédant au 5e tour de la Coupe de France en 1966-1967 perdu contre l'AS Strasbourg (1-4) ;
- La Romaricenne, issue d'une équipe de patronage, a mis sur pied une section en 1949.

Sous l'impulsion de la municipalité, les deux clubs fusionnent et donnent naissance au Football-club de Remiremont (FCR) le 1er juin 1986. En quatre saisons, le club atteint la division d'honneur. En 2016, elle évolue au niveau départemental ;
En 2018, les clubs du FC Remiremont et de la ville voisine le FC Saint-Étienne fusionnent pour former le FC Remiremont-Saint-Étienne.
Le RSEFC joue et s'entraîne au stade de Béchamp à Remiremont. Une salle de foot à V et un City stade sont également présent dans la ville.
Le club du Football Féminin des Vosges Méridionales (FFVM) rassembles les équipes féminines des équipes locales. De ce fait, elles peuvent jouer au Stade de Béchamp à Remiremont comme au Stade de Saint-Étienne-lès-Remiremont, Saint-Nabord ou encore Éloyes.
- Automobiles :

Depuis 1975, la ville voit passer sur ses routes le Rallye des Vallées (ou un simple accueil du Parc assistance et de la remise de prix au Champ de Mars et Palais des Congrès). La course qui est organisée par l'Association Sportive Automobile des Vallées compte pour la Coupe de France des rallyes.
La ville a accueilli sur son Champ de Mars de 2000 à 2019, un slalom automobile nommé Slalom des Lampions. Ce slalom de 1 230 m compte pour la Coupe de France des Slaloms.
Le 8 octobre 2023, les finales du Championnat de Lorraine de caisses à savon ont lieu sur la Rampe du Calvaire et le Champ de Mars. Environ 3 000 spectateurs sont présents pour les courses.
Après 21 ans passé à Gérardmer, la 22e édition du Salon de la Voiture de course Rétro a eu lieu au Palais des Congrès à Remiremont les 27 et 28 avril 2024 avec en guest-star Christine Beckers et Jean-Claude Andruet.
- Cyclisme :

Remiremont dispose du départ de la Voie verte et d'un Stade VTT neuf terminé en 2024. Il est le premier et unique Stade VTT de la Région Grand Est.
Julien Absalon, plusieurs fois champion olympique de VTT, et Pauline Ferrand-Prévot, plusieurs fois championne du monde de VTT, ont été licenciés à l'UC Remiremont.
Le club Remiremont VTT obtient de très bons résultats. Ils organisent régulièrement des compétitions de VTT comme des manches de Coupe du Grand Est VTT XCO (Coupe de Lorraine avant) et des manches du Championnat du Grand Est VTT Enduro (Enduro des Abbesses).
La commune a été ville-départ du Tour de France Femmes le 16 août 2024 pour une étape de 160 km entre Remiremont et Morteau (Doubs). Une première inédite pour la ville qui n'avait jamais accueilli un départ ou une arrivée du Tour de France Femmes comme Hommes.
Le Stade VTT a accueilli le Championnat national air VTT de l'Armée de l'air et de l'espace en mai 2024 et le Trophée Régional des Jeunes Vététistes le 15 juin 2024.
Remiremont est candidate à l'accueil d'une manche de la Coupe de France VTT Cross-country 2025 dans son Stade VTT de la Grange Puton
- Autres :

Remiremont Judo est le plus gros club local, ils s'entraînent dans le gymnase Georges Lang en centre-ville, devenu dojo en 2024. Le club obtient de bons résultats. Un dojo solidaire fut inauguré dans les locaux du Lycée Camille Claudel le 20 décembre 2024 en présence de la double championne olympique Sarah-Léonie Cysique qui en est la marraine.
Les deux équipes féminines du Roller Derby Cœur des Vosges (Équipe A : Reaper’s Crew évoluant en deuxième division national (Nationale 1) et l'Équipe B : Schlitteuses Crew qui jouent des matchs dit « loisir ») s'entraînent et jouent leur match au Stade de Béchamp à Remiremont. Une équipe masculine est créée en 2023 et se nomme les « Bouchardeurs ».
Remiremont est le siège de la Danse Moderne Academy, un club de danse, avec des sections à Chantraine, Gérardmer et à Charmes. Elle propose de la danse moderne, du moderne jazz, du hip-hop, de la danse Afro et de la danse brésilienne. Jessy Matador, représentant français de l'Eurovision 2010 y a été professeur.
Le Billard Club des Hautes-Vosges de Remiremont a été champion de France de blackball par équipe DN1 en 2014. Le club à perdu en finale de la Coupe de France équipe en 2014-2015
Le club Dart’iste de Remiremont, créé en 1990, est un club de fléchette. Club devenu référence en France, il est 4 fois champion de France par équipes aux masters nationaux en 2013, 2015, 2016 et 2017. La ville de Remiremont organise, après les victoires du club, les masters nationaux par équipes en 2014, 2016, 2017 et 2018. Dart'iste organise également l'Open Fédéral en 2023 (à Vagney) et en 2024 au Palais des congrès de Remiremont.
Des galas de catch sont organisés à Remiremont par la Ligue Nationale de Catch (LNC). En 2012, 2013 et 2017 les Galas ont lieu au Palais des Congrès, en 2022 au Complexe sportif de Béchamp (gymnase) et en 2023 et 2024 au Gymnase Charlet.

### Médias
- Remiremont possède une rédaction locale du journal départemental Vosges Matin, apparenté au quotidien régional L'Est républicain.
- Le journal numérique Vosges Info est également implanté sur le secteur avec une rubrique Remiremont Info, traitant les actualités quotidiennes de la ville et de ses vallées.
- L’hebdomadaire départemental L'Écho des Vosges possède également une rédaction locale pour son édition de la Vallée de la Moselle.
- NRJ Vosges a ses studios locaux à proximité du centre-ville. Cette radio est l'héritière de Clip FM, la plus ancienne radio de la ville qui a émis de 1984 au 28 septembre 1995. NRJ émet sur 105,4 pour l'agglomération romarimontaine et sur 88,5 pour la haute vallée de la Moselle et depuis septembre 2011 à Gérardmer (88.5), La Bresse (même fréquence) et Épinal (91.9). Elle émet depuis la mi 2013 à Cornimont sur 100.6.
- Radio Gué Mozot, la plus ancienne radio locale du département, a quant à elle son siège à Saint-Étienne-lès-Remiremont depuis 1990[108].
- Depuis la fin de l'année 2011, RDB 101.8 est présente sur le bassin romarimontain, avec un programme distinct de Radio des ballons, la station d'origine thillotine dont elle est une émanation.
- Une troisième radio associative, Vosges FM (99.7)[109], originaire du Tholy, dont les studios se situent à Épinal, est également présente sur Bruyères. Elle émet depuis le 17 février 2012.
- Le réseau départemental Magnum la radio (99.0), ainsi que Europe 1 (91,0), Fun Radio (104,7) et RTL (97.5) émettent aussi sur la ville sans pour autant avoir de présence locale.
- D'autres radios ont émis sur la ville au cours des années 1980 et 1990, comme R2M, soutenue par la municipalité et qui a disparu en 1998, Micro 7 dont le puissant émetteur était reçu dans une grande partie du département, ou encore la radio géromoise Vosges FM qui avait implanté un relais à Dommartin-lès-Remiremont.
- Un réseau câblé est disponible depuis les années 1990. La municipalité a créé une chaine locale, Arcâble, qui se résume essentiellement à de l'infographie.

### Cultes
- Culte catholique[110].
- Église protestante unie de Remiremont[111].
- Ancien culte israélite[112].
- Culte musulman[113].

## Économie

### Agriculture
- Culture de fruits à pépins et à noyau.
- Élevage de vaches laitières.
- Élevage de chevaux et d'autres équidés.
- Élevage d'ovins et de caprins
- Sylviculture et autres activités forestières.
- Élevage d'autres animaux.

### Industrie
Après la guerre franco-allemande de 1870, des industriels alsaciens fuyant l'Allemagne s'installent dans les Vosges et créent des usines textiles. La ville a vu deux grandes usines textiles (celle de la Madeleine et celle de Béchamp) qui ont fonctionné jusque dans les années 1960. L'usine de Béchamp fut détruite en 2007 pour créer une zone commerciale. Il existe aujourd'hui une petite zone industrielle entre la déviation de la RN 66 et la ligne ferroviaire. Les principales entreprises sont aujourd'hui le Laboratoire Lohmann&Rauscher, Robé Médical, MA industrie ainsi qu'Althoffer industrie. Beaucoup de commerces sont implantés dans le centre-ville ainsi qu'en périphérie. La zone industrielle d'Éloyes se situe à 10 kilomètres au nord de la ville. Le site accueille d'importantes industries comme Thiriet et Minolta. La plupart des administrations sont à Épinal à 25 minutes par la route.

### Commerce

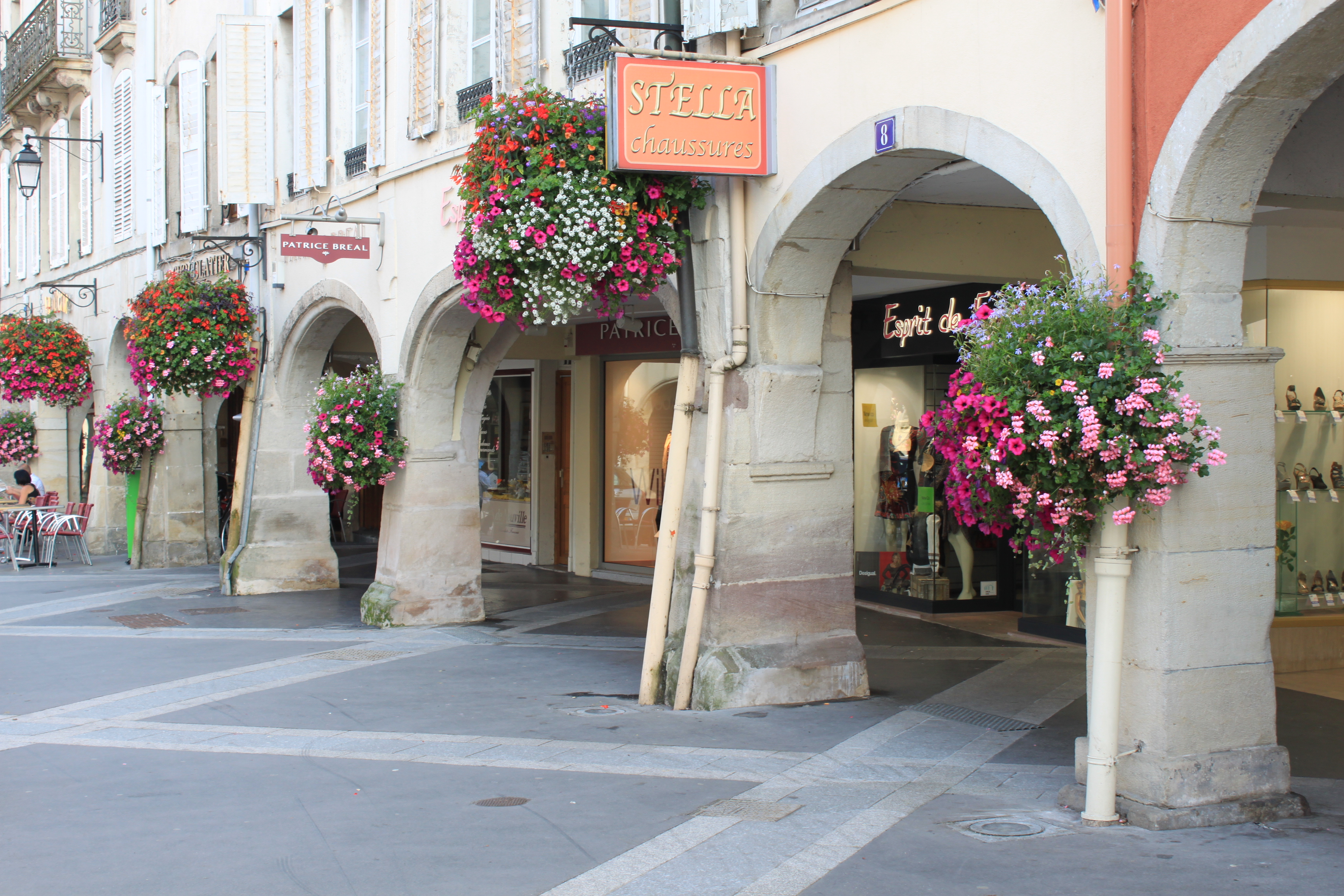
Arcades, rue Charles-de-Gaulle.

La plupart des petits commerces se trouvent dans la rue Charles-de-Gaulle, dont une partie est bordée d'arcades avec plus d'une dizaine de bars, des restaurants, pharmacies, boulangeries, bureaux de tabac, magasin de vêtement, banques, assurances, agences immobilières, agences de voyage, salons de coiffure... Dans cette rue, sous les arcades, se trouve également un supermarché Casino de 1 200 m2. Des enseignes nationales sont également implantées en centre-ville.
La ville compte aussi des restaurants traditionnels, chinois, japonais, indien, italien et de restauration rapide répartis en centre-ville.
Le marché à lieu chaque mardi dans le haut de la rue Charles-de-Gaulle. Au même niveau est installé le marché couvert dans Les Halles Le Volontaire.
La périphérie accueille quant à elle les grandes surfaces. Un hypermarché Carrefour (Cora jusqu'en 2024) de 6 800 m2 est implanté à l'est de la ville, jumelé avec une petite galerie marchande et une cafétéria. Cette zone commerciale accueille également divers commerces.
Une autre zone appelée Éco-quartier ou l'Octroi à vu le jour dans les années 2010. Des bureaux devraient compléter la zone en 2024-2025 ainsi qu'un complexe multi activités devrait arriver dans les prochaines années avec notamment un bowling.
Une zone fut créée dans les années 2000 avec comme enseignes l'Entrepôt du bricolage, Magasin vert, Doras, une boulangerie, une pharmacie, MaxiCave, AED...
Les communes proches accueillent pour leur part d'autres enseignes. Ainsi, Saint-Étienne-lès-Remiremont est le siège d'un hypermarché E.Leclerc (avec une petite galerie marchande et un restaurant) entouré d'une zone commerciale ; une autre zone située à Saint-Étienne-lès-Remiremont, toujours collée à Remiremont accueille Renault, Dacia et d'autres
La commune de Saint-Nabord accueille pour sa part le siège social de O'Malo, Radiolor et plusieurs autres commerces. Une petite zone non loin, situé à Remiremont appelée ZA de Choisy, héberge essentiellement des bureaux.
D'autres enseignes nationales sont présentes de manière plus disséminée dans l'agglomération.
Remiremont est également une ville référencée « Ville de France » pour promouvoir son commerce local.

### Tourisme
Remiremont est une des portes du parc naturel régional des Ballons des Vosges et du massif des Vosges.

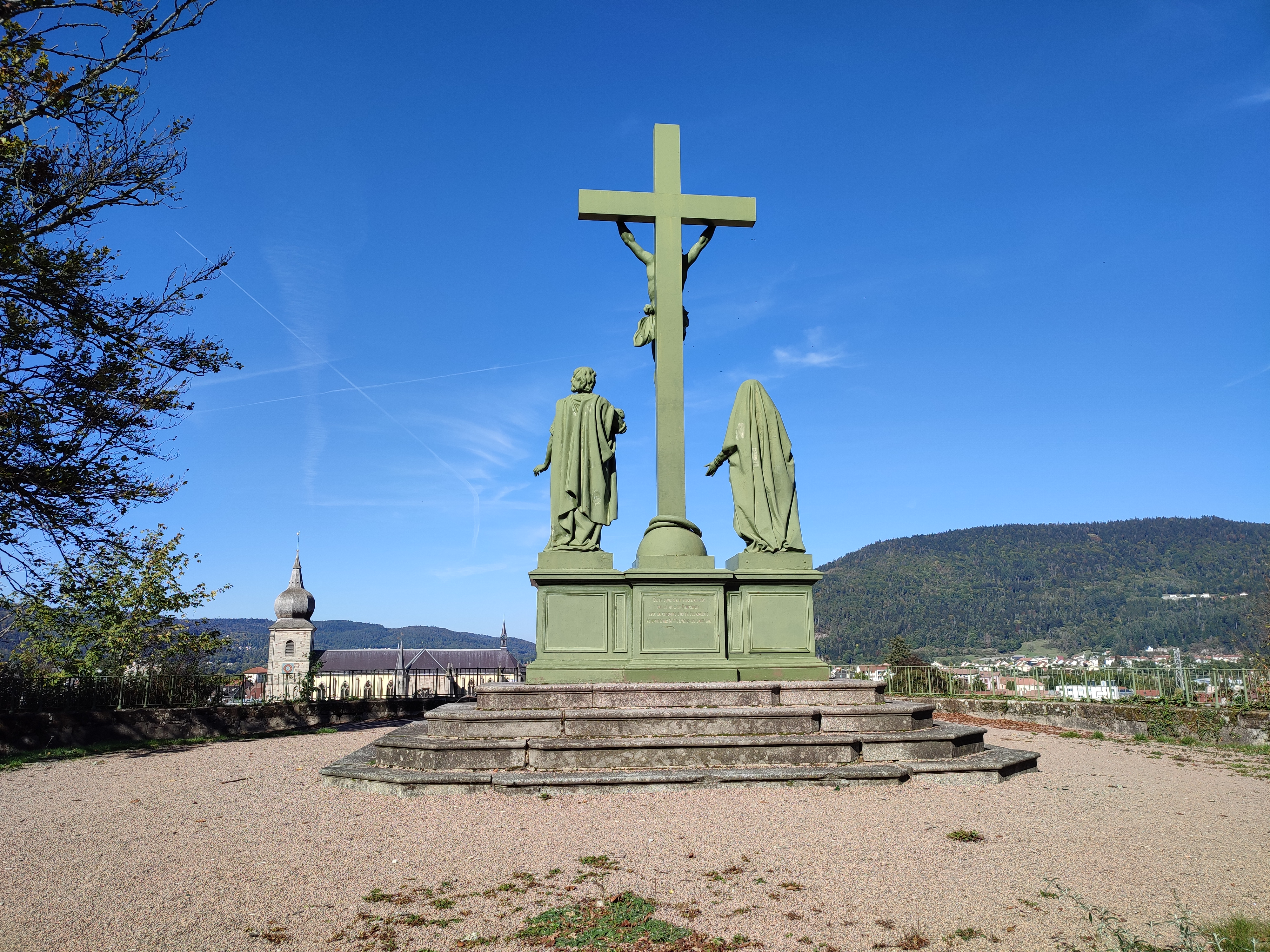
Le Calvaire de derrière.

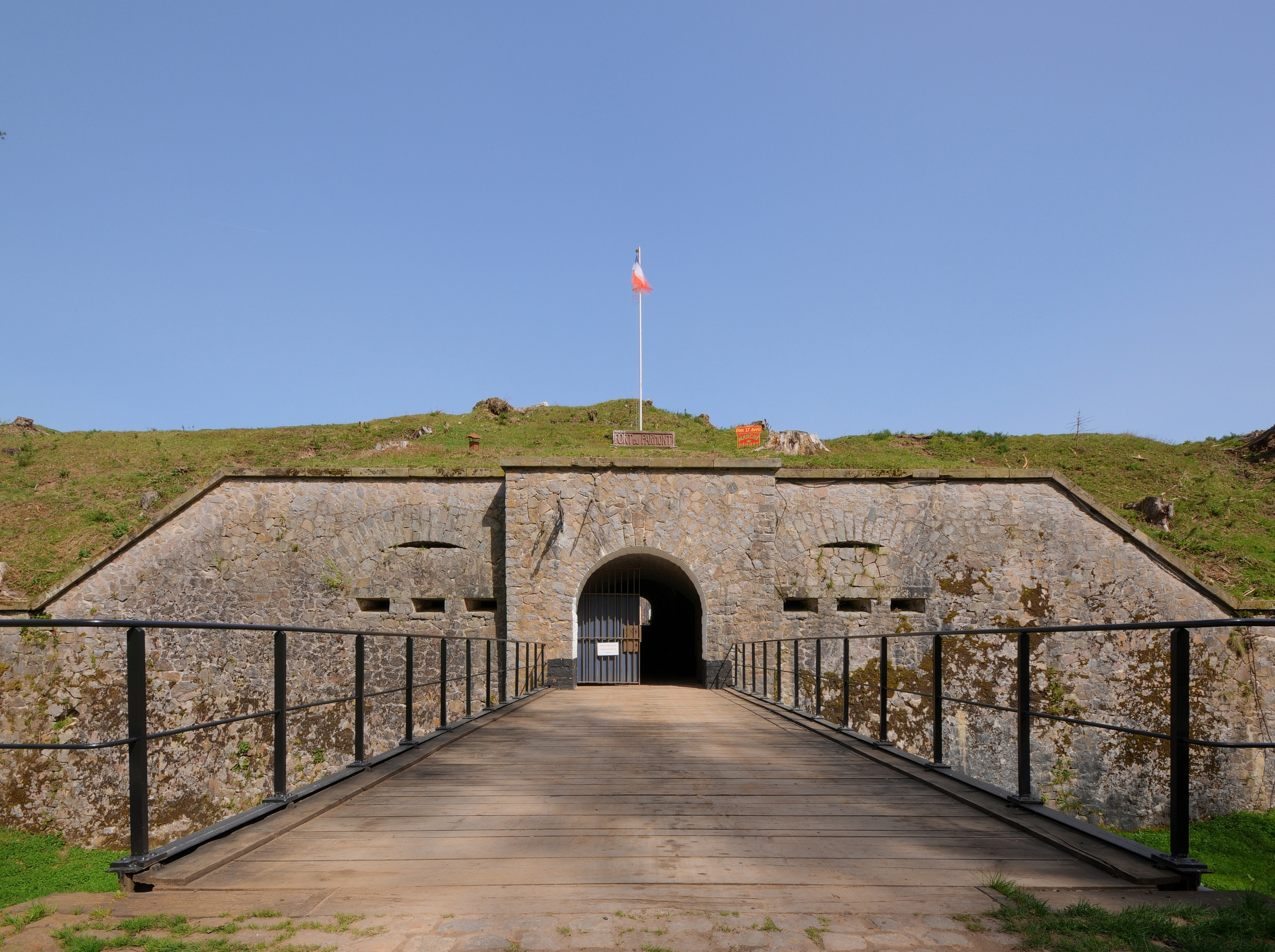
Fort du Parmont.

La ville possède de nombreux lieux touristiques comme le fort du Parmont, l'abbatiale Saint-Pierre, le Palais Abbatial, ses nombreuses fontaines (fontaines de Remiremont), le plan d’eau de Remiremont, la voie verte des Hautes-Vosges, la rue Charles-de-Gaulle et ses arcades, le Champ de Mars pour diverses activités (fête foraine, slalom, expos...), le parc Monseigneur Rhodain (parc Zeller) et la roseraie, les musées, ses forêts, Le Saint-Mont (à côté de Remiremont), la Promenade du Calvaire.
La place de Lattre-de-Tassigny accueille une dizaine de bars et restaurants, ce qui en fait la place principale de la ville.
Située aux portes du massif montagneux des Vosges, la commune est l'objet d'une affluence touristique régulière du fait de sa situation au carrefour des hautes vallées recherchées par les touristes pour la randonnée et autres activités estivales et surtout le ski l'hiver.
La mairie a présenté la nouvelle marque attachée à la ville en octobre 2017. Remiremont est devenue « La belle des Vosges ».
La ville était auparavant surnommée « La coquette » ou « La cité des Chanoinesses ».
Un projet de réalisation d'un lac baptisé « lac de Noirgueux », intéressant les communes de Saint-Étienne-lès-Remiremont, Remiremont, Saint-Nabord et Éloyes, a fait l’objet de débats durant de nombreuses années. Ce projet visait l'intérêt touristique et économique exceptionnel de l’ensemble de la vallée. Il devait couvrir 195 hectares (le lac de Gérardmer couvre 115 hectares tandis que le lac de Longemer couvre 65 hectares).
L'idée de ce projet a été esquissée dès 1963 mais a été abandonnée par la commune de Saint-Nabord. La commune de Saint-Étienne-lès-Remiremont, qui avait réservé un zonage spécifique, a estimé, de ce fait, ne pas devoir maintenir l'inscription de la zone de Noirgueux au plan local d'urbanisme au risque d'hypothéquer l'avenir de ce projet.

## Culture locale et patrimoine

### Lieux et monuments

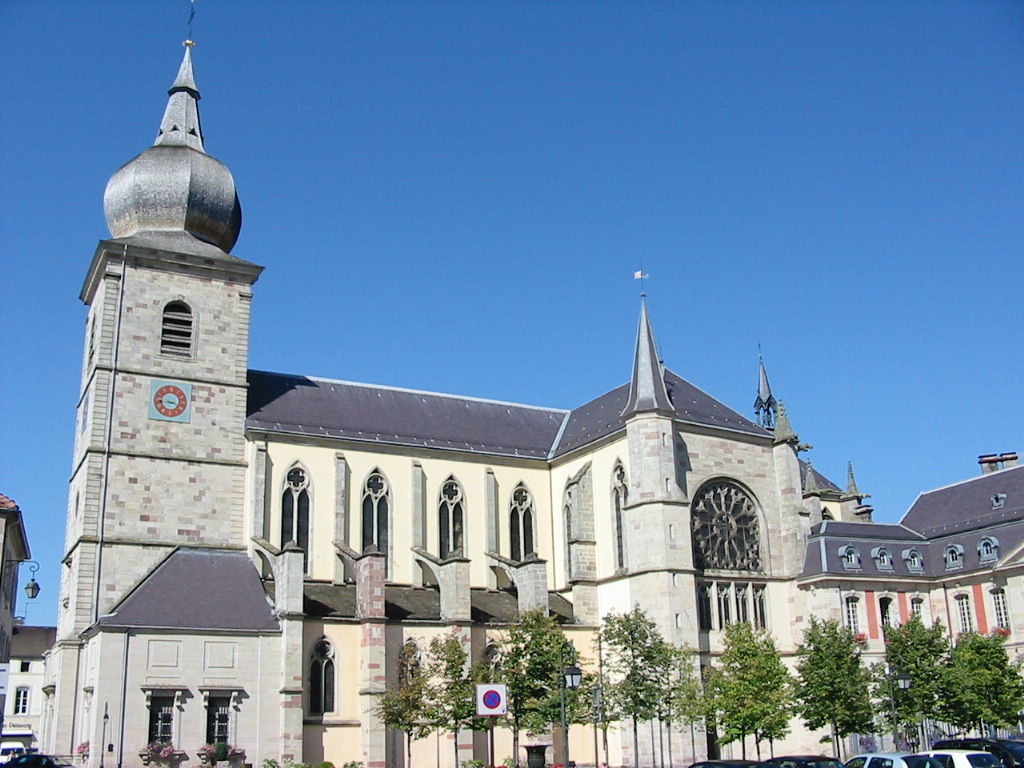
Abbatiale Saint-Pierre.
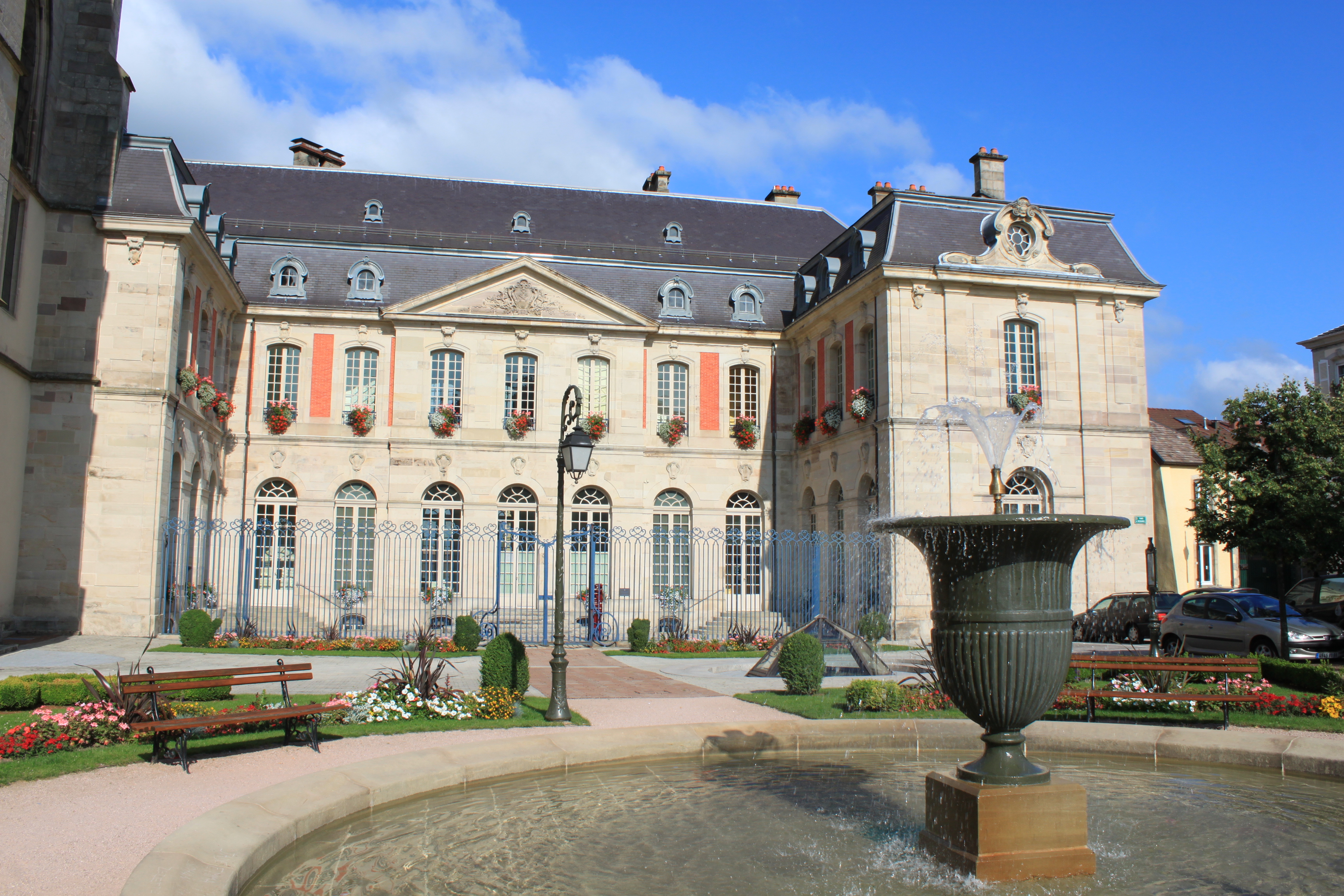
Ancien palais abbatial.
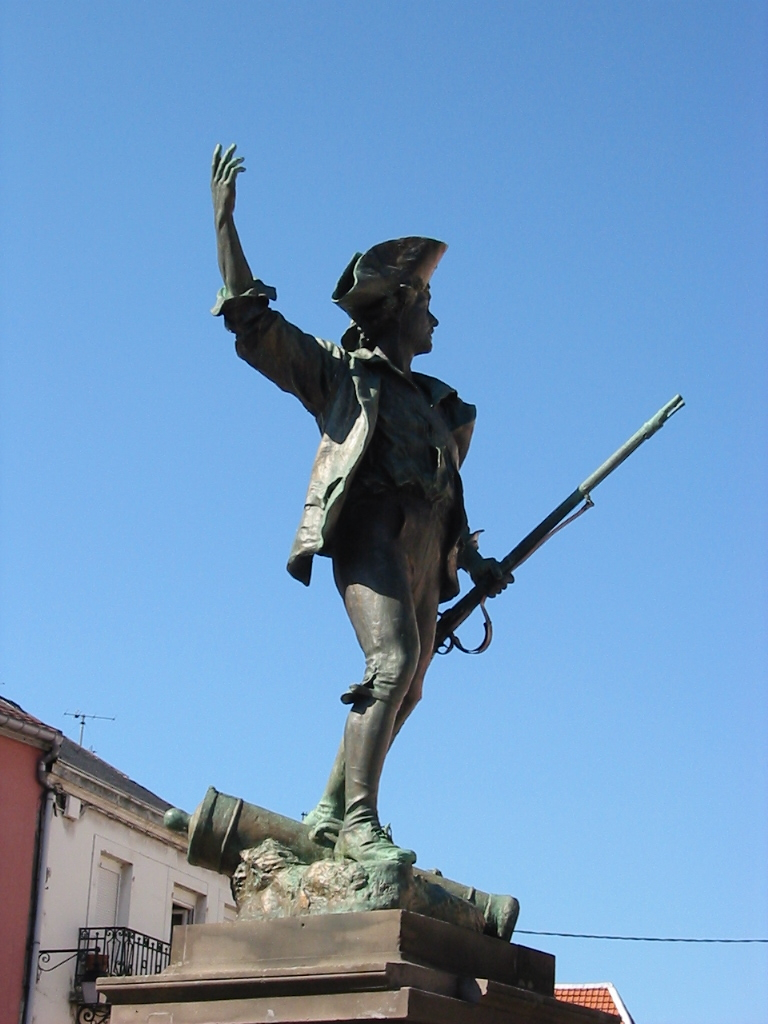
Le Volontaire.
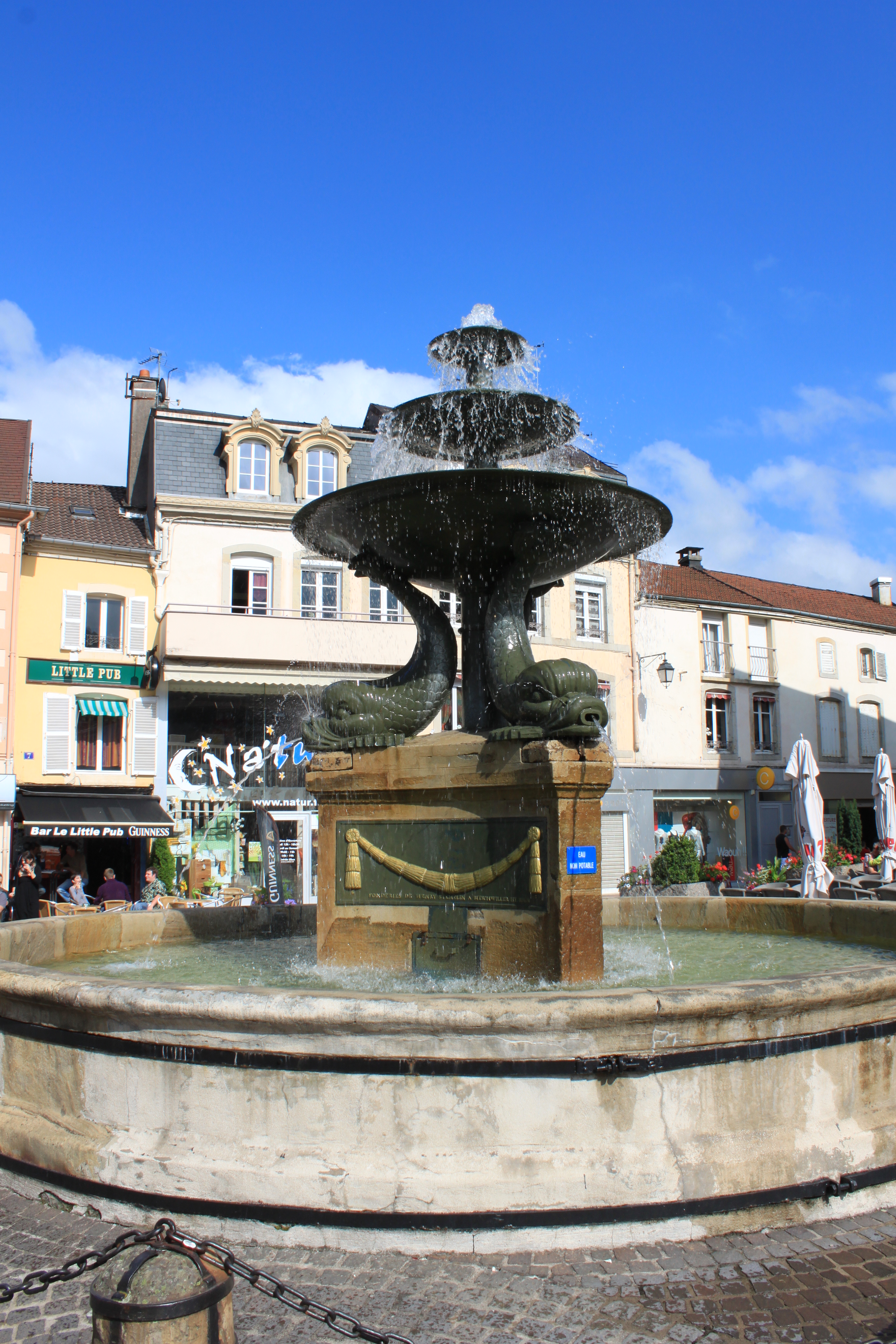
Fontaine des Dauphins.
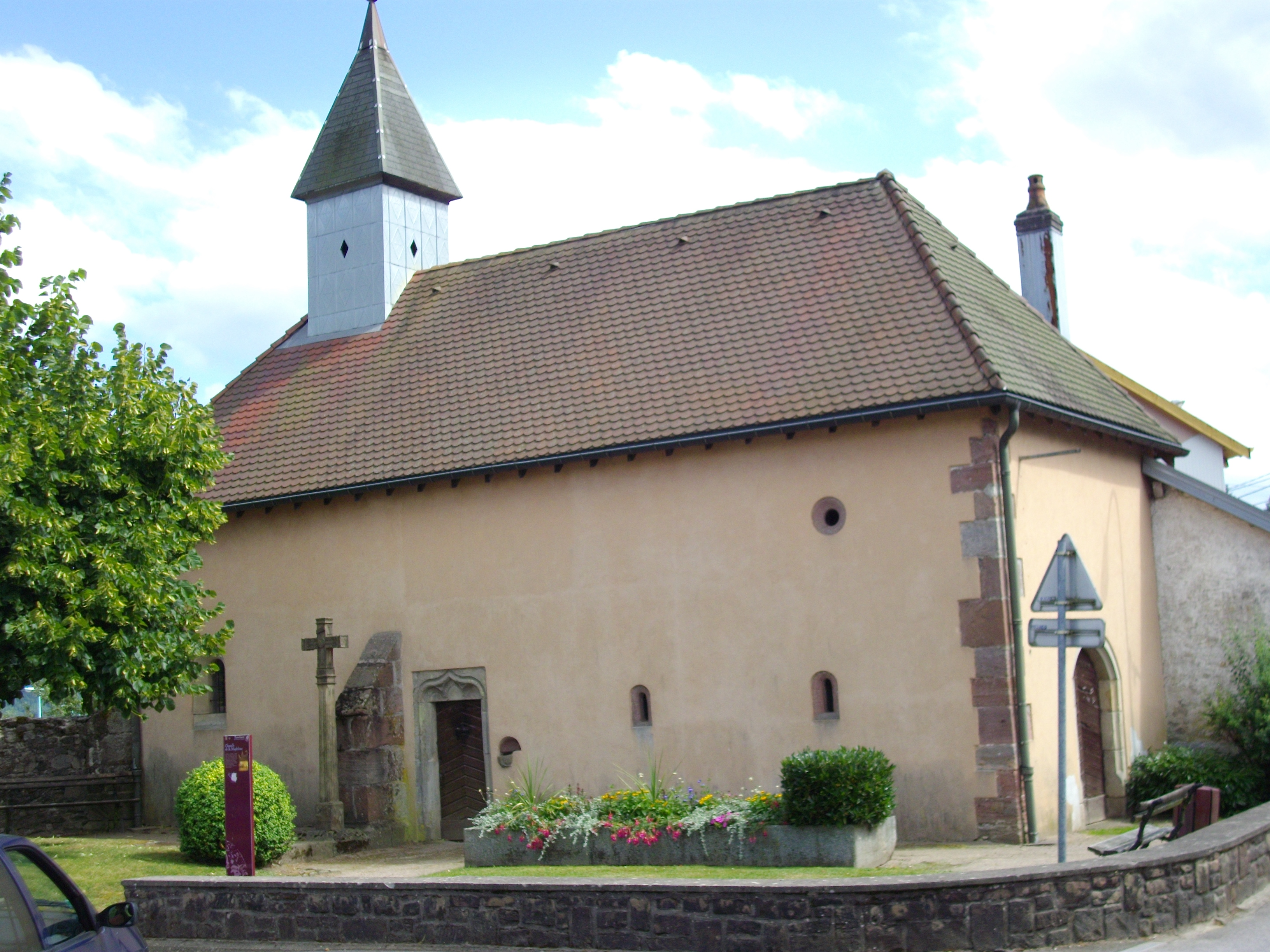
Ancienne léproserie.

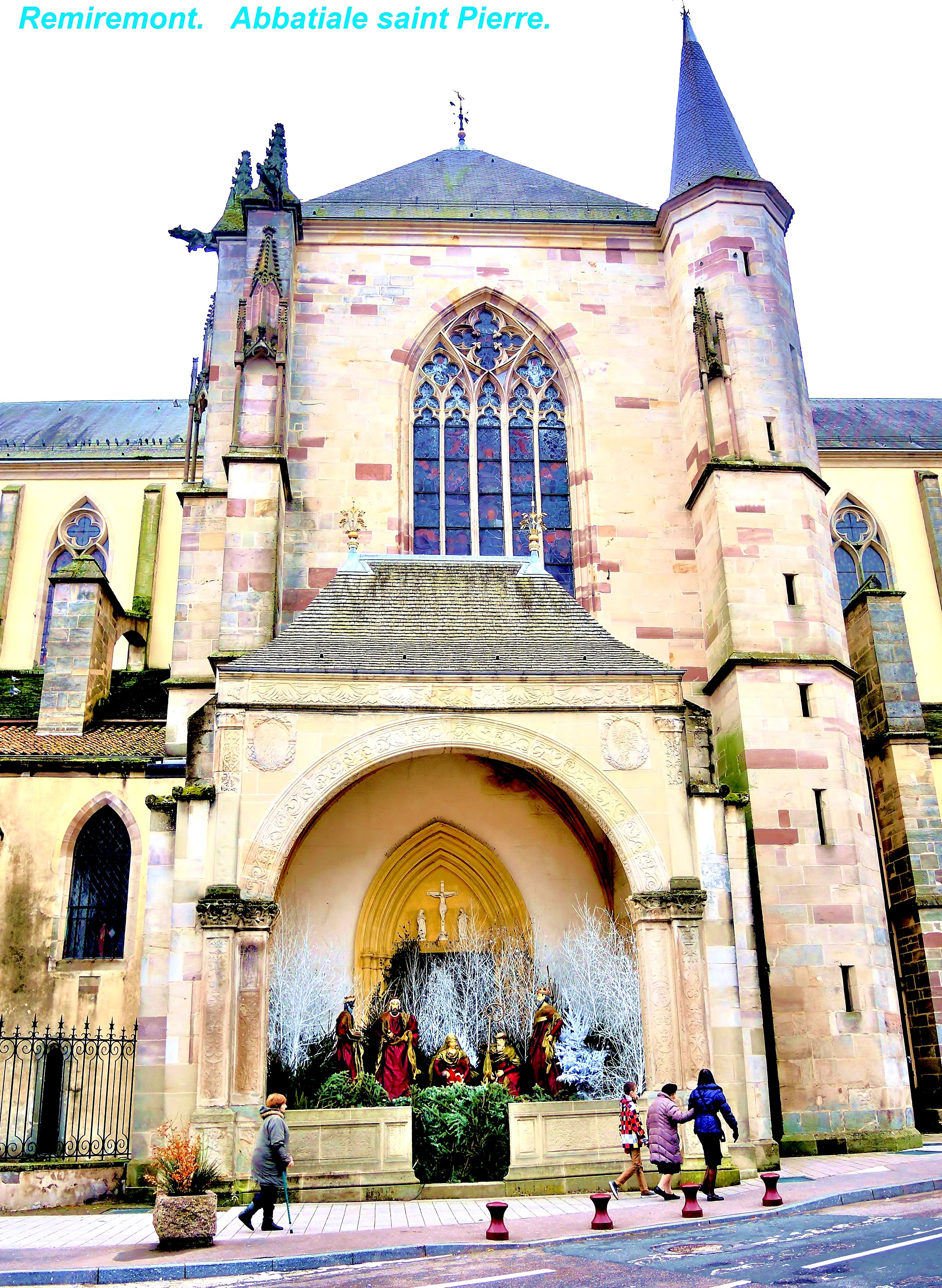
Façade ouest de l'église abbatiale Saint-Pierre.

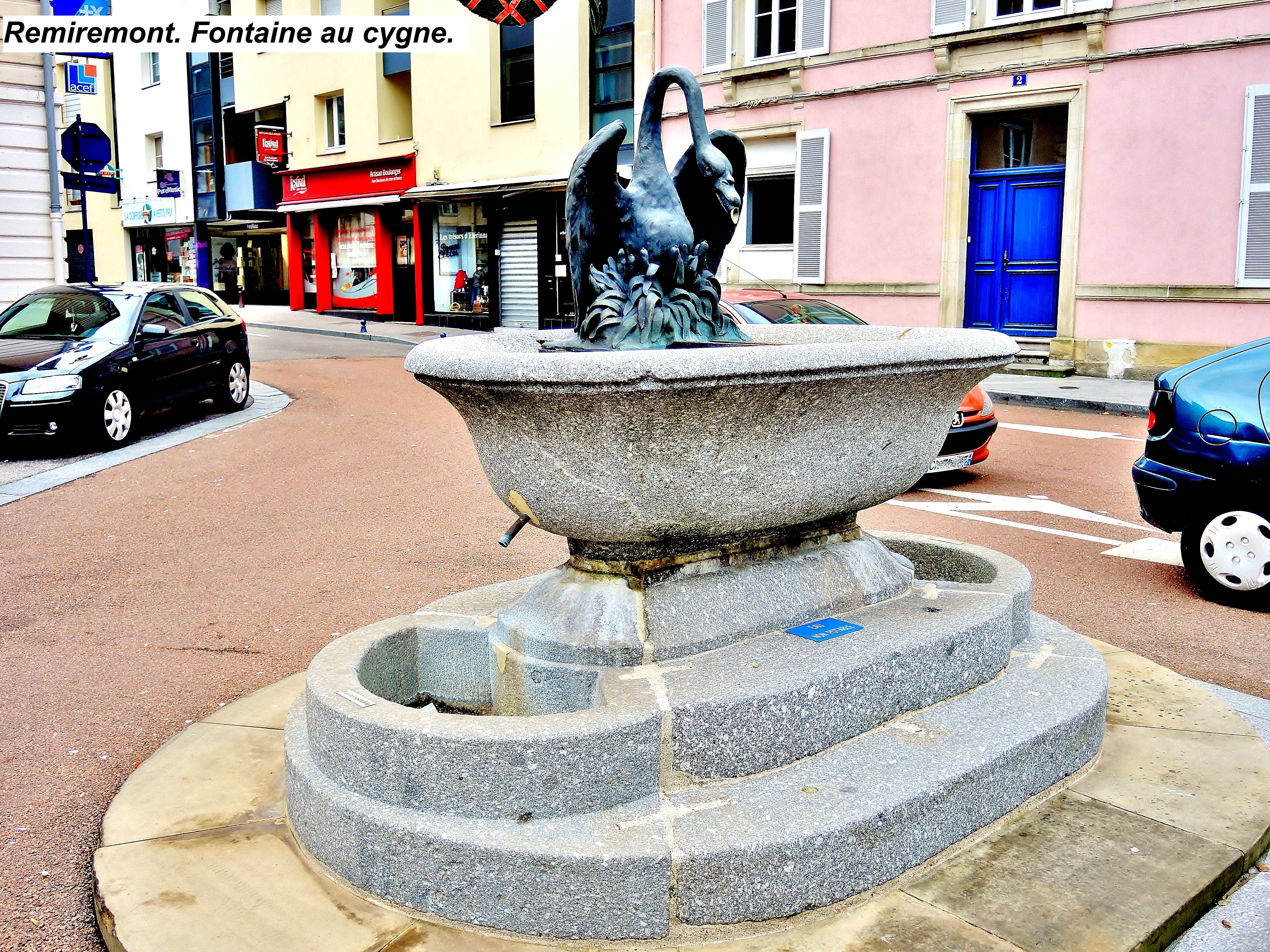
Fontaine au cygne.

Les Services Régionaux de l'Inventaire des Monuments Historiques et de l'Archéologie ont procédé à une étude complète du patrimoine de la ville,,,,,.
L'abbatiale Saint-Pierre est un élément très  important de ce patrimoine.Elle est en majeure partie gothique même si le clocher a été rebâti au XVIIIe siècle. À l’intérieur, de belles décorations de marbres du XVIIe siècle décorent le chœur orné d'un retable monumental, spécialement conçu pour l'exposition des châsses de reliques. Les restes des reliques qu'on a pu sauver ont été rassemblés, pour être exposés, après la tourmente, sur l'autel majeur de Remiremont, aux côtés de ceux des Saints Romary, Amé, Adelphe et de Sainte Gebétrude. À la suite de l’incendie de 1886, on refit de nouvelles châsses en bois doré et celle de Sainte Claire fut offerte par deux Romarimontains, Charles de Bruyères et sa sœur Alexandrine. Elle figure aujourd'hui dans l'alvéole surmontant le portique de gauche. À droite du chœur, se trouve la statue de Notre-Dame-du-Trésor datant du XIe siècle. Au-dessous du chœur, une crypte composée de trois chapelles date du XIe siècle (description détaillée de la crypte avec plan et photos dans l'ouvrage Églises romanes des Vosges). Dans la première chapelle se trouvent différents sarcophages. Dans la galerie centrale de la crypte, les voûtes d'arêtes reposent sur des colonnes monolithes. Dans la troisième enfin, fermée au public, on a retrouvé des peintures murales médiévales. L'église a été récemment rénovée ainsi que son orgue. La totalité de l'église, crypte comprise, est classée au titre des monuments historiques par arrêté du 29 décembre 1983.
- L'ancienne horloge de l'abbatiale a été installée en 1855 par Jean-Baptiste Schwilgué, l'auteur de la troisième horloge astronomique de la cathédrale de Strasbourg. Elle a été motorisée vers 1950, puis remplacée. Vers 1989 elle a été restaurée par l'entreprise Sonorest de Colmar, mais pas dans son état d'origine (le rouage de mouvement n'a pas été reconstitué et l'horloge est présentée au musée Charles-de-Bruyères avec ses différentes parties déconnectées, du fait de l’utilisation de trois cloches de verre distinctes). Il s'agit vraisemblablement de la dernière grande horloge de Schwilgué.
- Église abbatiale Saint-Pierre : grand orgue[130],[131],[132]., orgue de chœur[133].
- Églie Notre-Dame: ancienne église détruite à la Révolution[128]
- Accolé à l'église, l'ancien palais abbatial, de style classique, édifié par l'abbesse Anne Charlotte de Lorraine, fille du duc Léopold Ier, présente une belle façade. Aujourd'hui, ce palais abrite l'hôtel de ville de la commune. Il a également abrité le tribunal d'instance de Remiremont jusqu'en fin 2009. L'ensemble des façades et toitures, sol de la cour, sol du jardin et sol du passage jusqu'aux murs de l'église ont été inscrits sur l'inventaire supplémentaire des monuments historiques le 31 mai 1965[134].
- Il subsiste encore une douzaine de maisons de chanoinesses[135] des XVIIe et XVIIIe siècles dans le quartier de l'église et du palais.
- Notons aussi que les armes de l'abbaye de Remiremont figurant sur le fronton du Cheval Blanc à Wintzenheim rappellent que les dames chanoinesses possédaient là une cour colongère[136].
- La rue principale de la ville est la rue Charles de Gaulle (ancienne Grande Rue). Cette rue possède de nombreuses arcades, aux piliers fleuris de géraniums, témoins de l'urbanisme du XVIIIe siècle.

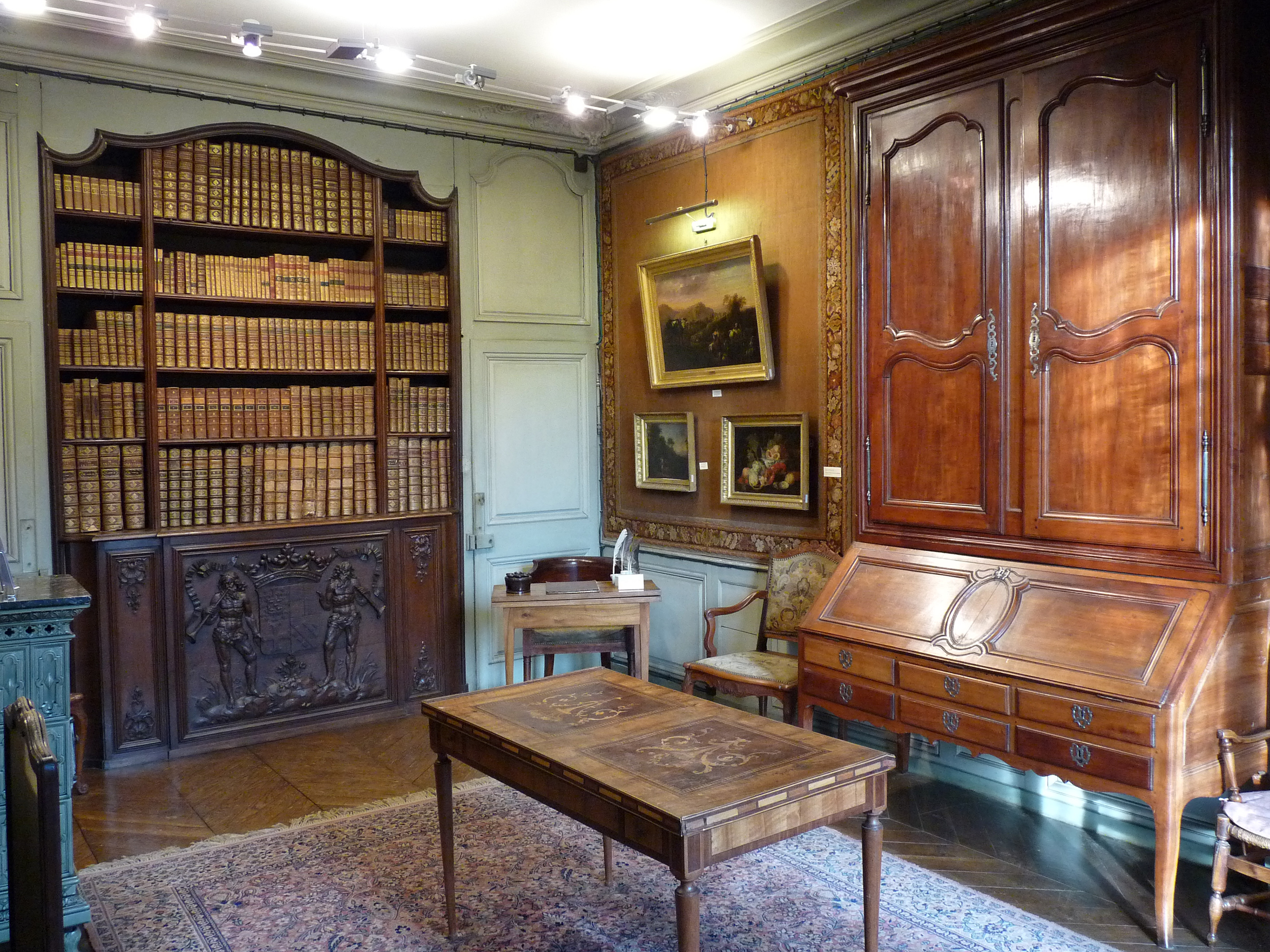
Musée Charles Friry.
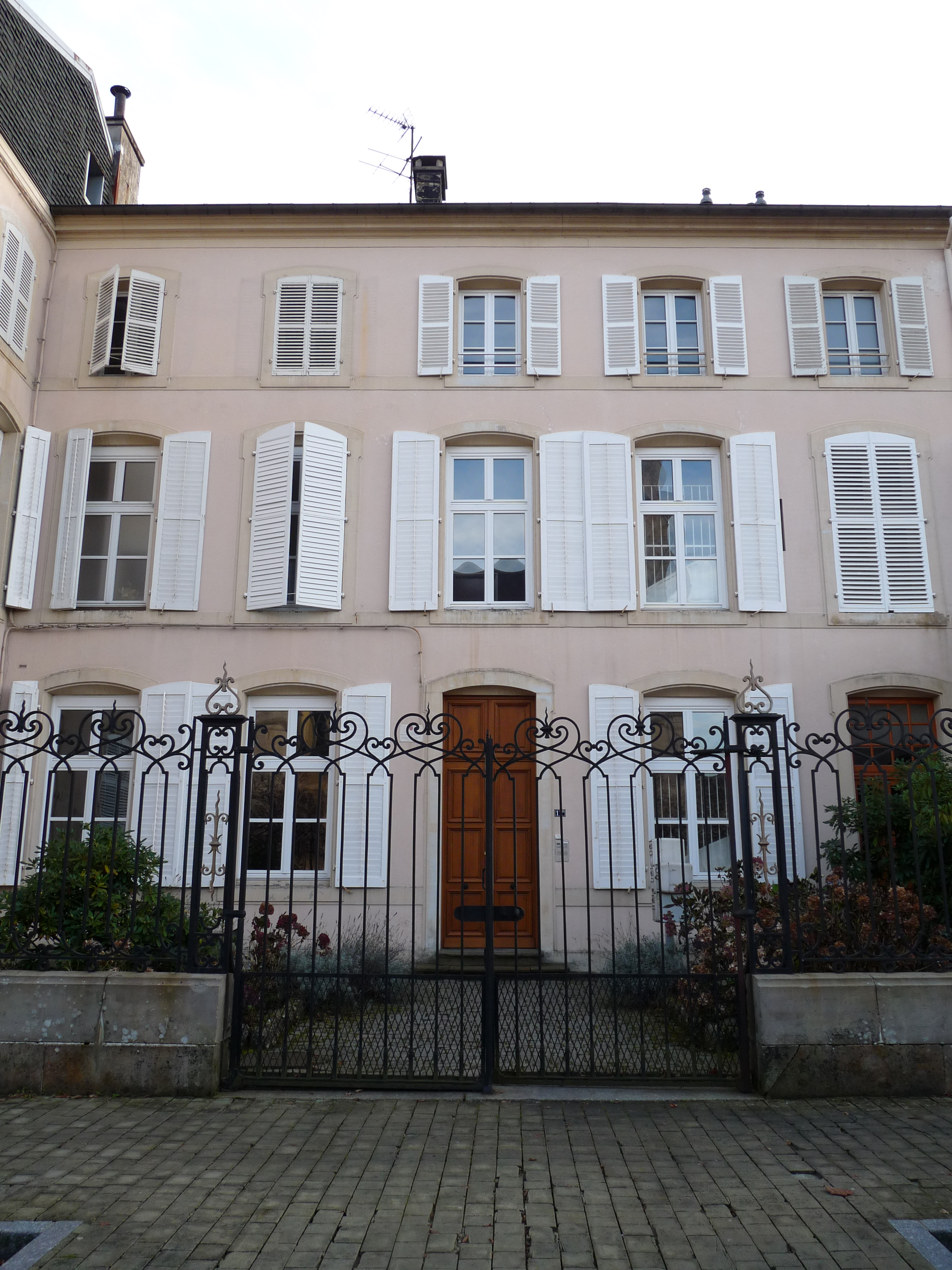
Maisons canoniales des comtesses.
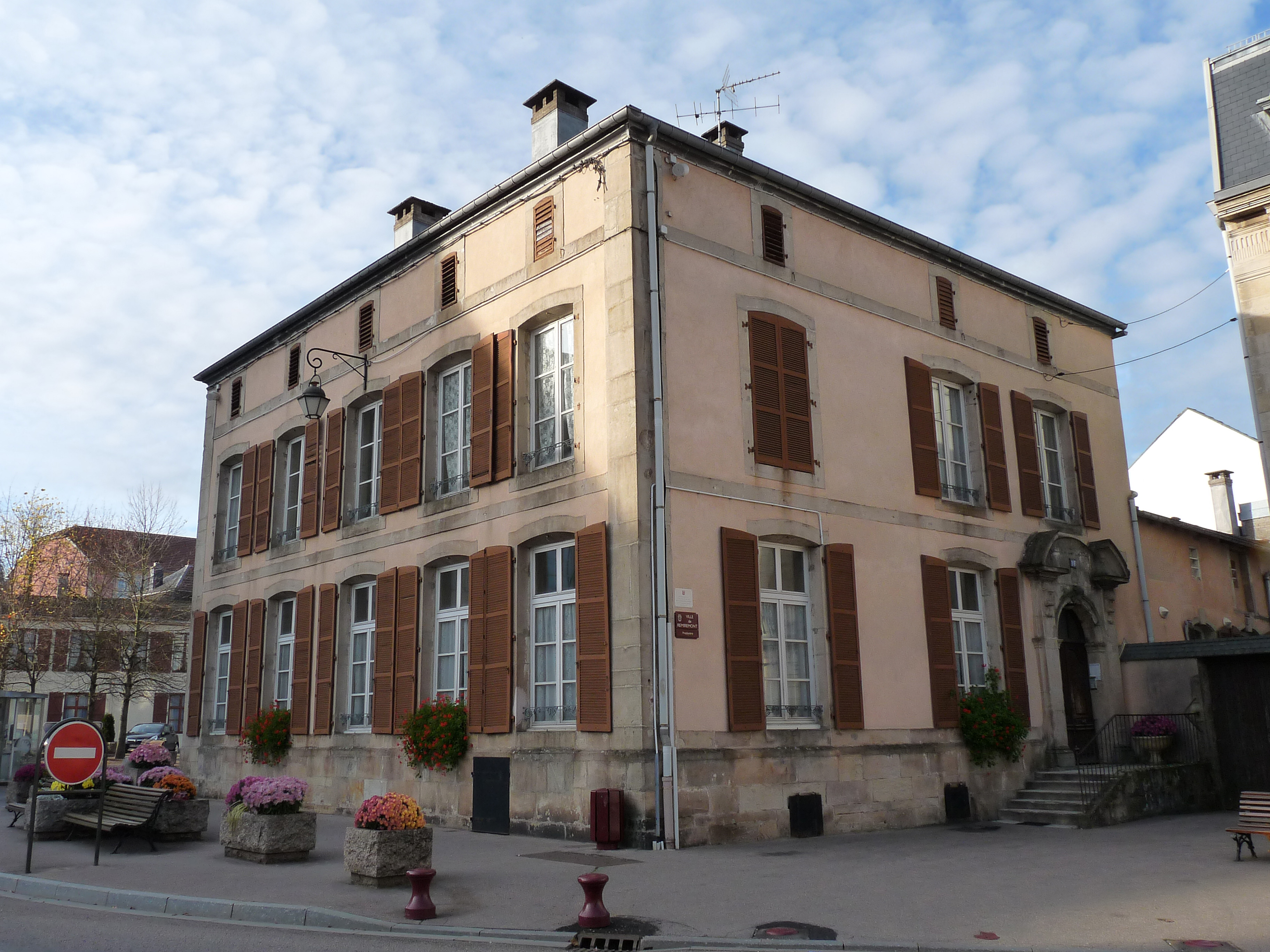
Maison canoniale de la comtesse de Monspey.
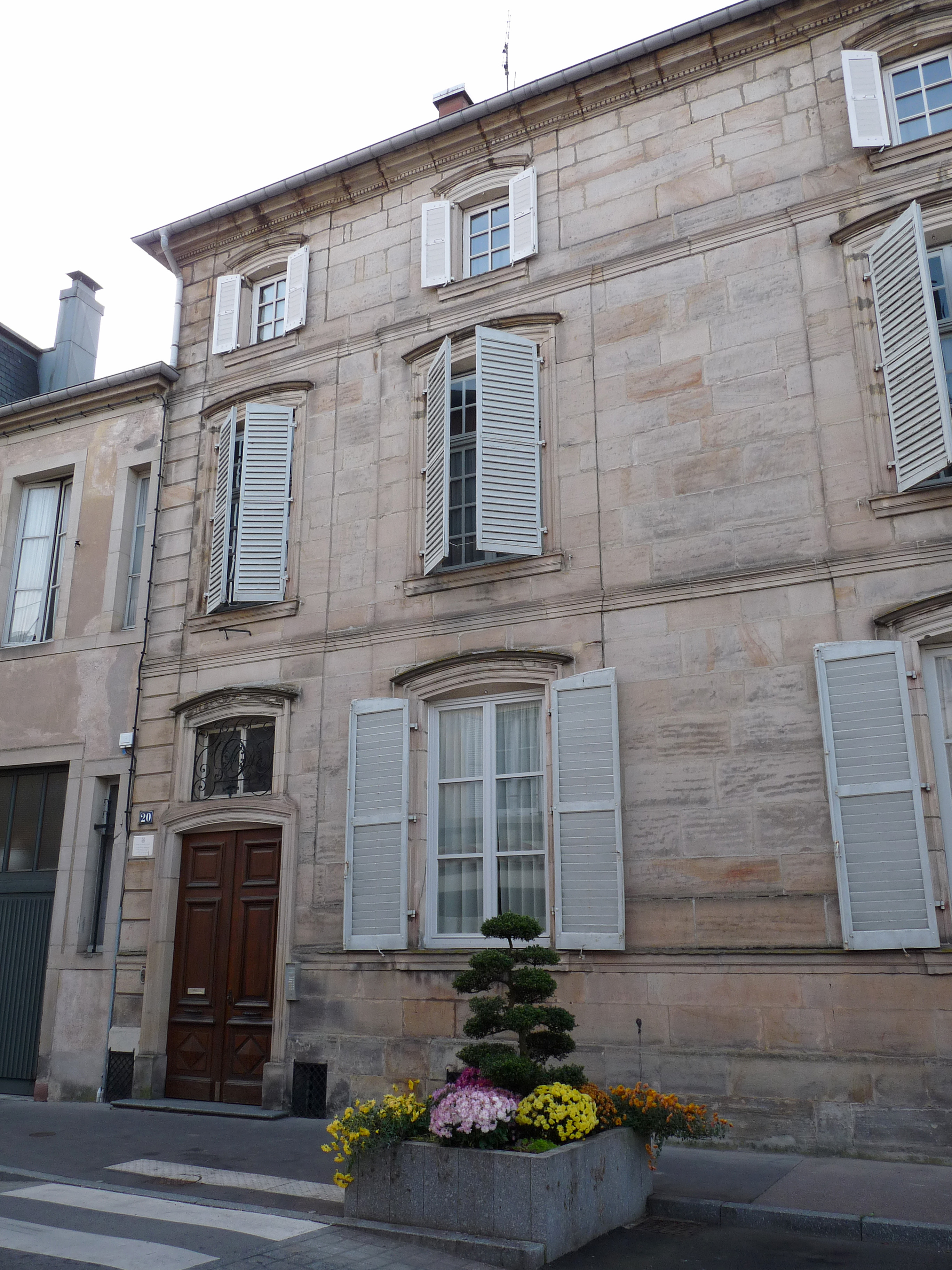
Maison du chanoine Andreu.
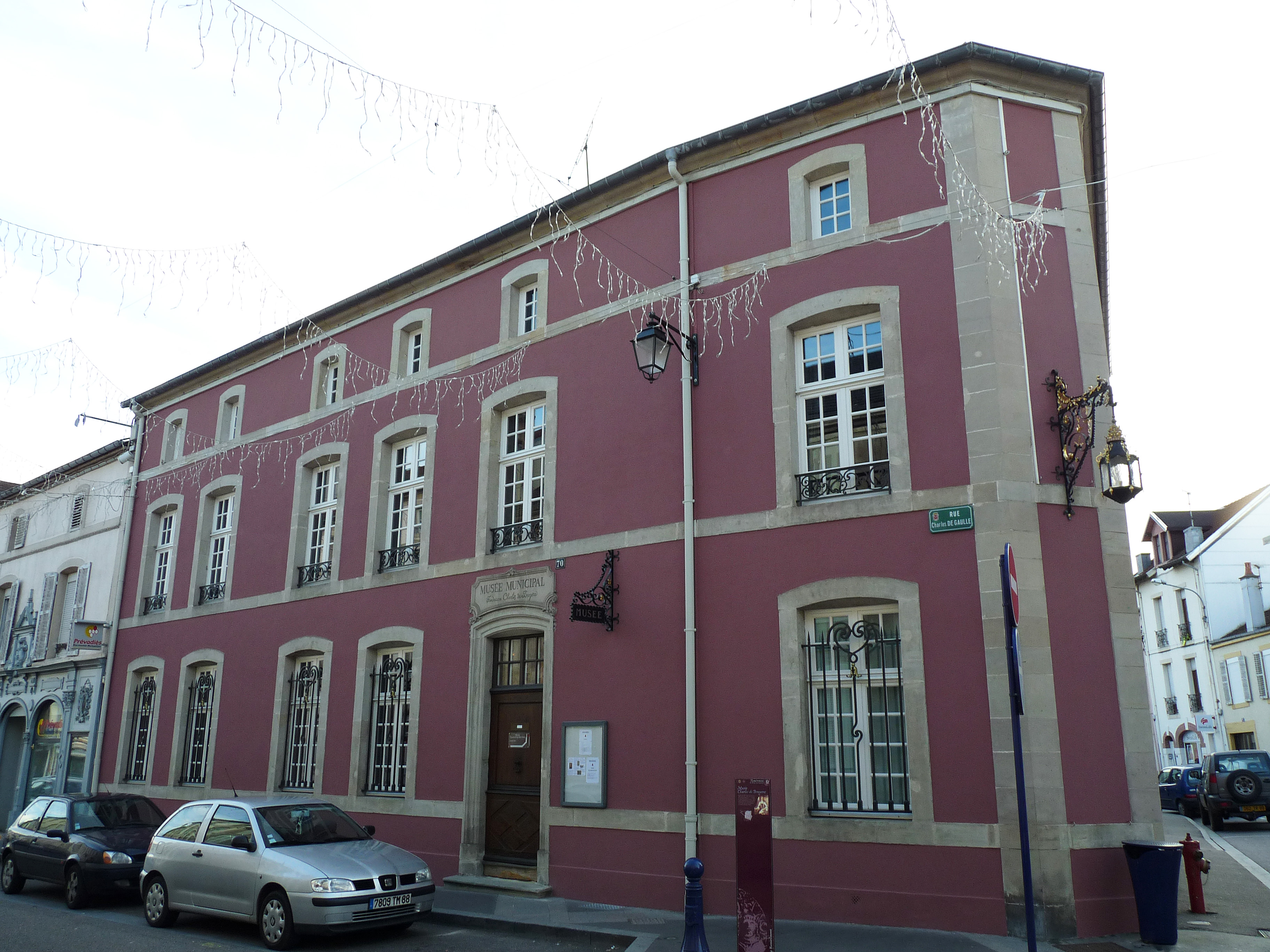
Musée Charles-de-Bruyères.

- Le musée municipal Charles-de-Bruyères expose l'histoire de Remiremont, l'artisanat lorrain : mobilier, verreries, faïences, dentelles, cires habillées. Il y a notamment des manuscrits précieux, des tentures peintes, des sculptures gothiques provenant de l'ancienne abbaye, des faïences du XVIIIe siècle, des peintures hollandaises du XVIIe siècle et des peintures françaises du XIXe siècle.
- La maison-musée Charles Friry se situe dans un ancien hôtel des chanoinesses proche de l'église. Le musée possède des collections de documents, statues, objets d'art, hérités des Dames de Remiremont ou se rapportant à l'histoire locale et de la région. Il y a également de nombreuses peintures des XVIIe et XVIIIe siècles, des gravures et des pièces de mobilier, d'époques et de provenances diverses. La plus belle œuvre d'art du musée est Le Veilleur à la sacoche peint par Georges de La Tour. Ces anciennes salles d'habitation ont conservé leurs décorations du XIXe siècle. Dans le jardin du musée, qui reconstitue en partie le « Grand Jardin » de l'abbaye, on trouve deux fontaines ornementales et quelques autres vestiges anciens.
- Le château Bexon (XVIIe siècle)
- L'hôpital-hospice Sainte-Béatrix (détruit), du 1er quart XVIIIe siècle, qui a conservé ses pots à pharmacie et dont il subsiste des éléments inscrits à l'inventaire supplémentaire des Monuments Historiques (portail, niche et statue) par arrêté du 20 août 1974[137].
- La statue du Volontaire de 1792, une œuvre du sculpteur Paul-François Choppin, inscrite au titre des monuments historiques par arrêté du 27 février 1996[138].
- Dix fontaines de grande qualité artistique :
  - deux fontaines, la fontaine de Neptune et celle d'Amphitrite, classées monuments historiques par arrêté du 20 décembre 1966[139]. Celles-ci faisaient partie de l'ancien jardin des chanoinesses de l'abbaye ;
  - huit fontaines du XIXe siècle, la fontaine des Dauphins de 1818, les fontaines de la rue Xavée, de la rue Maucervelle et de la place de Mesdames de 1828, les fontaines des Capucins et à deux bassins de 1829, la fontaine du Cygne de 1845-1852 et la fontaine du jardin des Olives du troisième quart du XIXe siècle inscrites monuments historiques par arrêté du 4 avril 1996[140].
- La Chapelle du lycée privé Jeanne d'Arc (rue Maldoyenne).

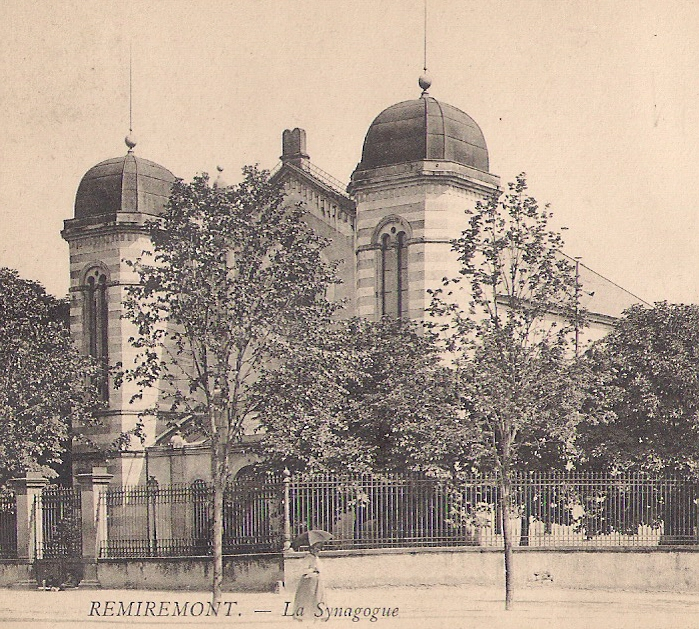
La synagogue au début du XXe siècle.

- La chapelle de la Madeleine (chemin de la ferme l'oiseau), dédiée à sainte Marie-Madelaine[142] des XVIIe et XVIIIe siècles, dans un site de qualité à cheval sur les communes de Remiremont et Saint-Étienne-lès-Remiremont, inscrit par arrêté du 24 janvier 1944, et qui a servi de léproserie[143]. La chapelle a été inscrite sur l'inventaire supplémentaire des monuments historiques par arrêté du 16 juillet 1991[144],[145],[146],[147],[148].
- Les nombreuses croix sur la commune[149].
- Temple protestant[150].
- Synagogue inaugurée en 1873, à l'intersection de la rue De gaulle et Avenue Julien Méline, démolie un siècle après sa construction[151],[152], elle se trouvait à la place occupée aujourd'hui par la Résidence l'Empereur.
- Le cimetière juif[153],[154], fondé vers 1830, accueille également les défunts des familles du Thillot.
- Le monument aux morts[155], la plaque commémorative[156], la plaque commémorative à la mémoire des agents de la SNCF victimes de la guerre[157], les tombes militaires[158],[159] et le carré de corps restitués[160] témoignent du lourd tribut des Romarimontains aux différents conflits mondiaux.
- Les sites naturels et paysagers[161].

### Timbres de France
- Les journées ou fêtes du timbre organisées dans la ville de Remiremont : 9 mars 1974 ; 8 mars 1980 ; 13 mai 1995 ; TGV Est Européen Remiremont 9 juin 2007 ; Le Club Philatélique a 40 ans 15 octobre 2011[162].
- Statue du Volontaire de 1792. Le 15 mai 1995, La Poste émet un timbre de 2,80 francs dessiné par Louis Arquer et dédié à Remiremont, sur lequel la statue figure au premier plan[163]. Une carte et une enveloppe Premier jour sont éditées à cette occasion[164].
- Journée du timbre 15-16 mars 1997 : La Fontaine du Cygne.
- « Remiremont - Vosges », œuvre de Louis Arquer, gravée par Raymond Coatentiec[165],[166], 15 mai 1995[167],[168],[169].

### Équipements culturels

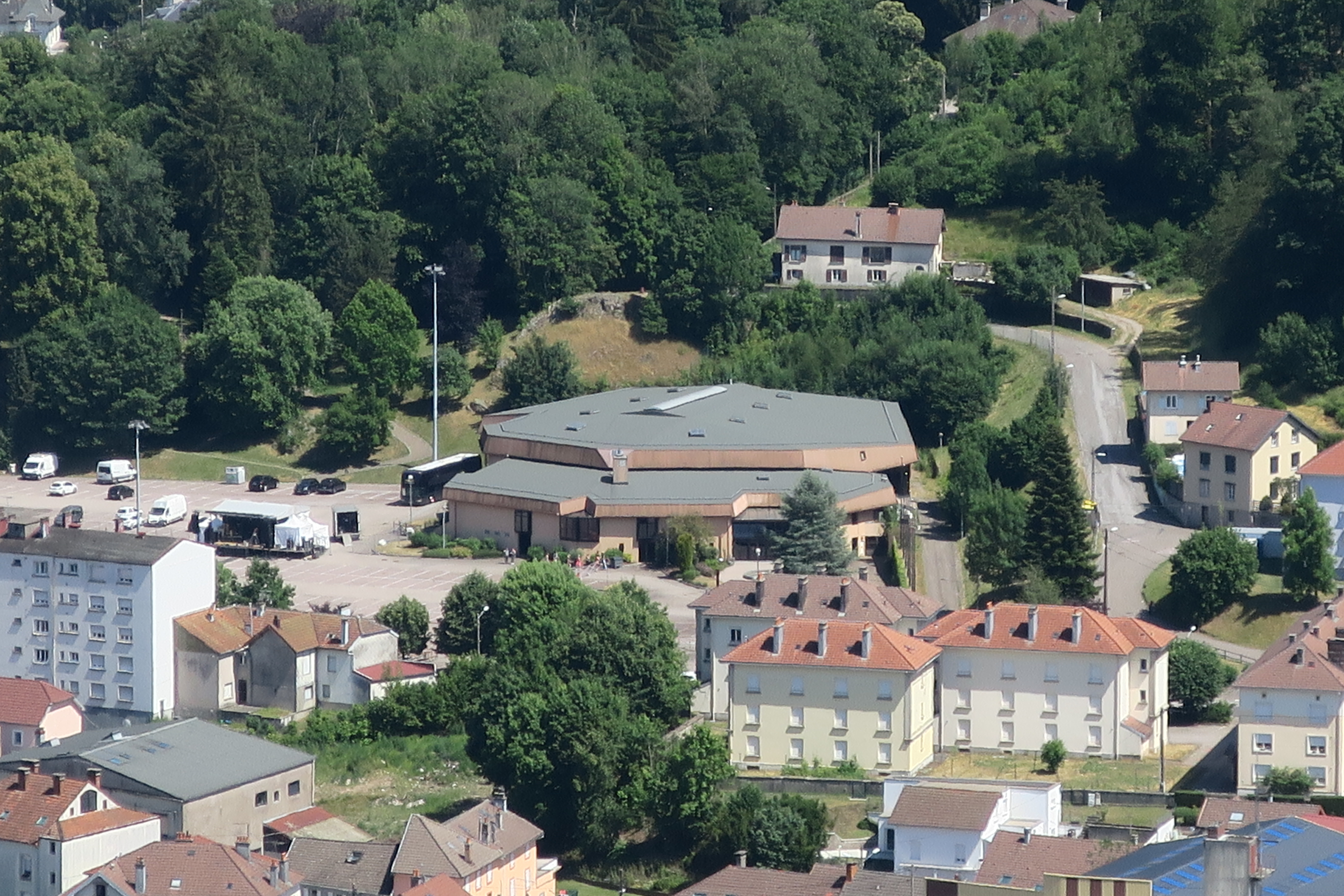
Vue sur le Palais des congrès.

Le Palais des Congrès peut accueillir diverses manifestations telles que bals, conférences, banquets, assemblées générales, congrès, spectacles, salons, ... . Avec ses 4 salles à disposition, il compte un total de 1 350 places réparties sur deux niveaux.
Le Centre culturel Gilbert Zaug est une salle de spectacle avec une capacité de 337 places.

Le Théâtre de la Miroiterie est un mini-théâtre accueillant des pièces de théâtre, spectacle et concert. 

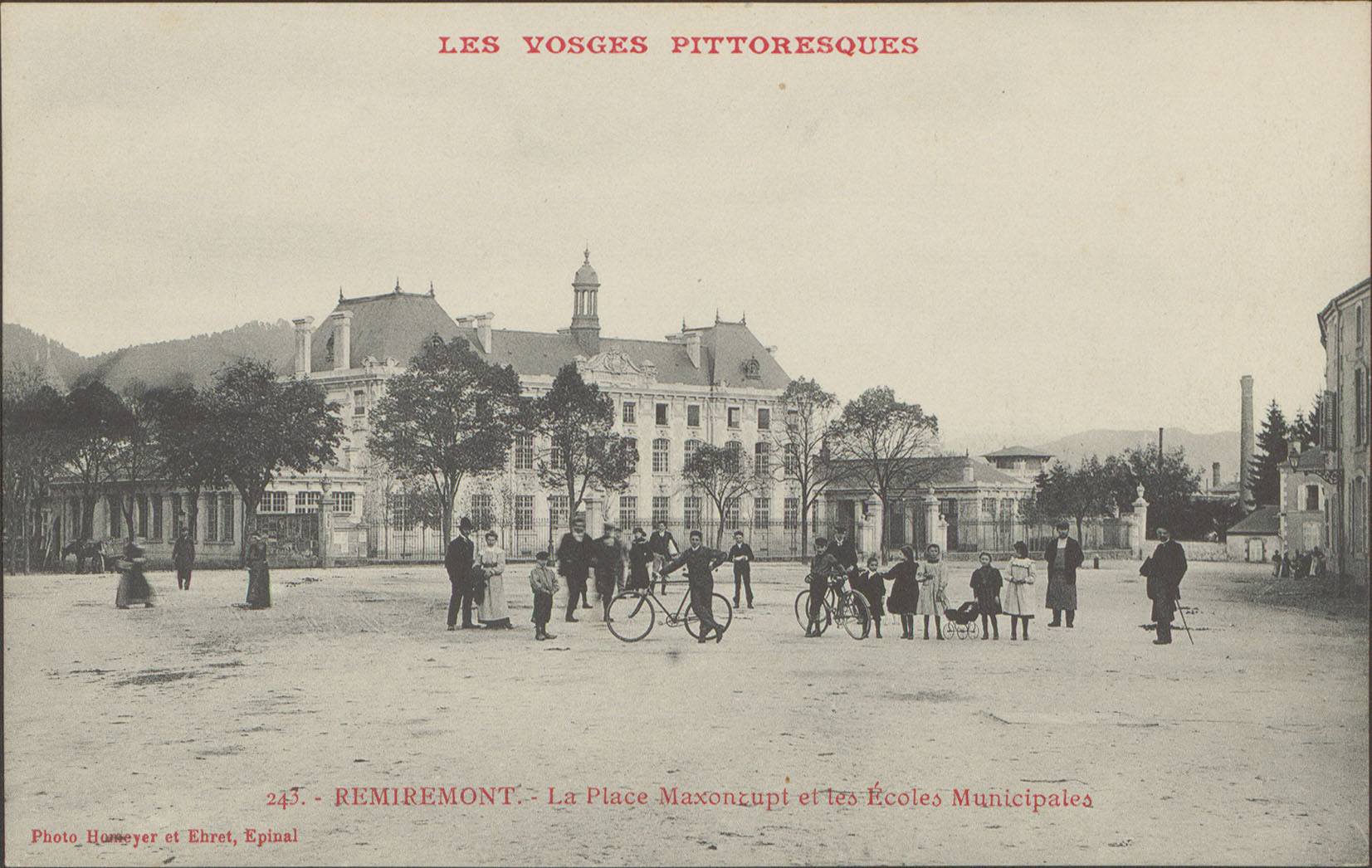
Anciennes écoles de Maxonrupt.

Succédant à la bibliothèque municipale, la Médiathèque Intercommunale Le Cercle a été ouverte en mai 2009, et possède des antennes dans les communes voisines. Une crèche a déjà ouvert ses portes auparavant dans la même enceinte, ancienne école de Maxonrupt.
Le cinéma Le Majestic France Le Volontaire à ouvert ses portes en 2021 dans la nouvelle zone de l'Éco-quartier en pleine crise du Covid-19. Le cinéma dispose de 7 salles. Il succède à l'ancien cinéma Le France en centre-ville devenue obsolète.
Remiremont possède deux musées : Le Musée Charles-Friry et le Musée Charles-de-Bruyères.
La ville possède également un service d'Archives municipales ouvert au public depuis octobre 2011.
Situé dans l'ancien gymnase de Rhumont, la Maison des cultures à ouvert en 2021 avec pour objectif de découvrir, via des ateliers artistique et des cours, le street art, la vidéo et les arts visuels

### Spécialités culinaires
- Les nonnettes de Remiremont : ce petit gâteau au pain d'épices légèrement bombé et glacé, existe depuis des temps immémoriaux. Son origine reste floue, mais il est acquis qu'elle existait déjà au temps des chanoinesses. En 1751, le chef d'office du duc Stanislas mentionnait l'existence à Remiremont de pains d'épices parfumés. Ce n'est pourtant qu’au début du XXe siècle, que la nonnette a acquis ses lettres de noblesse. À la belle époque, elle était vendue dans de nombreuses épiceries fines et se savourait avec régal dans les salons bourgeois de Paris.
- La loriquette[170] : on confectionnait autrefois des pâtisseries traditionnelles au mois de décembre, qui portaient à Lunéville, le nom de loriquette. Ce gâteau, d'origine païenne, serait un vestige de l'ancien culte lunaire. Les Gaulois servaient, lors des repas rituels, ces friandises de forme triangulaire, pétris de lait, de farine et de miel. La loriquette est encore fabriquée de nos jours à Remiremont.
- Le pâté de truite des abbesses[171] à base de filets de truite marinés au vin blanc.

### Personnalités liées à la commune

#### Natifs de Remiremont

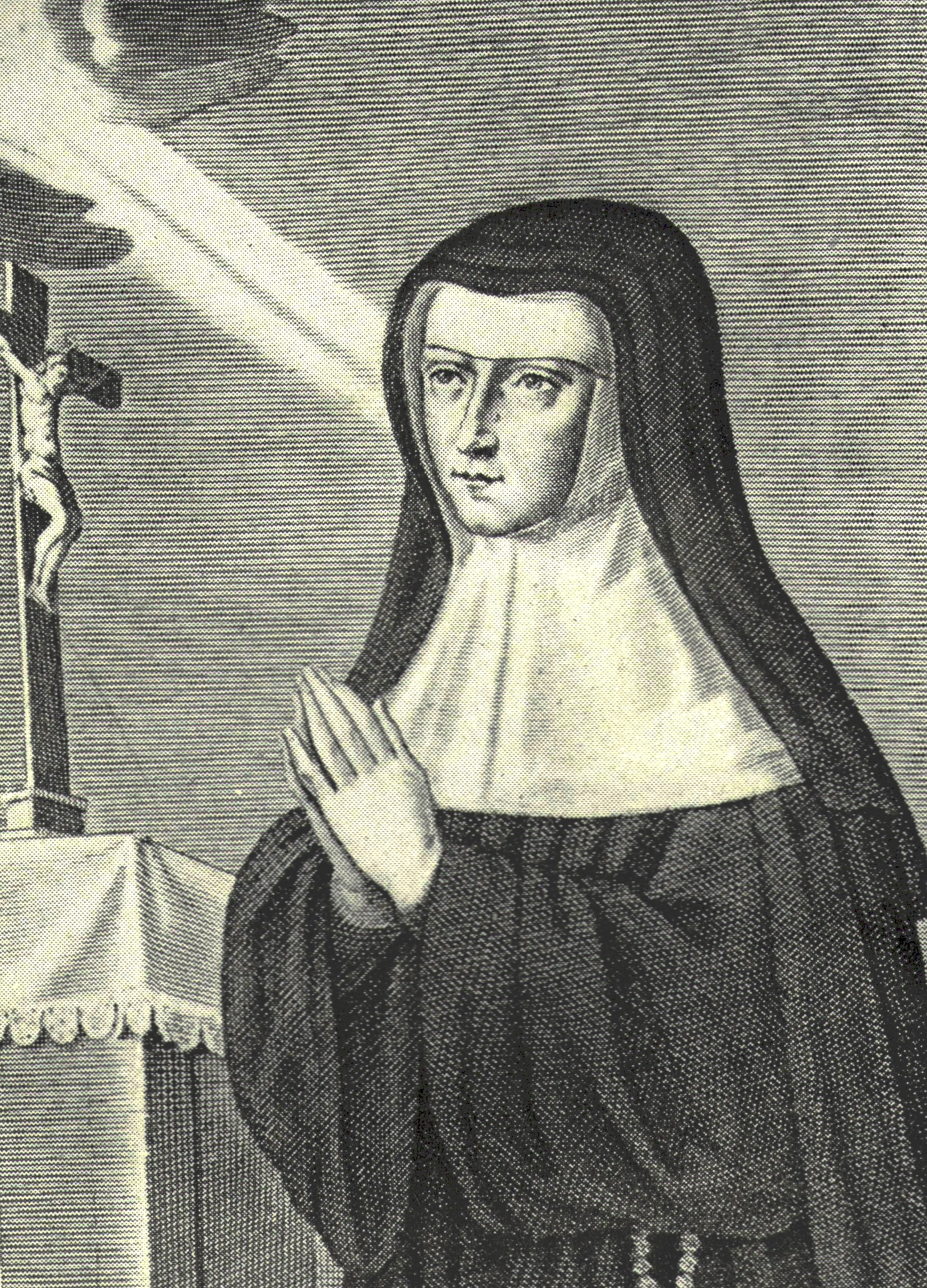
Alix Le Clerc.

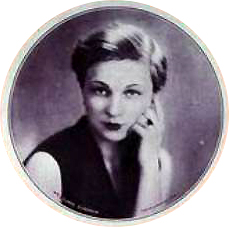
Sidonie Baba, née à Remiremont en 1905.

- Alix Le Clerc (1576-1622), religieuse lorraine, fondatrice des Chanoinesses de Saint-Augustin. Béatifiée en 1947.
- Marie Élisabeth de Ranfaing, mystique[172].
- Pierre Blaise, dit Le Chevalier de Saint-Blaise, mathématicien[173].
- Pierre Didier, cartier et imagier à Épinal[174].
- Jean-Baptiste Noël (1727-1793), dernier grand chancelier du chapitre de Remiremont, député à la Convention nationale.
- Charles François Petitmengin (1735-1794), député à l'Assemblée nationale constituante, maire de Saint-Dié.
- Calixte Deslon (1747-1819), officier français connu pour sa participation à l'affaire de Varennes. Né et mort à Remiremont, maire de Remiremont.
- Abbé Bexon (1748-1784), naturaliste français.
- Charles Deslon (1750-1786), médecin, frère de Calixte Deslon.
- Laurent Yves Antoine André homme politique français né le 20 octobre 1750 à Remiremont et décédé le 29 mars 1796 à Ramonchamp (Vosges).
- Victor Résal, homme politique, né le 8 mars 1807 à Remiremont (Vosges) et mort le 8 janvier 1897 à Dompaire (Vosges).
- Louis Parisot (1831-1915), homme politique né à Remiremont, maire du Thillot, sénateur de 1896 à 1909.
- Gustave Gauthier (1835-1909), homme politique, sénateur de la Haute-Saône sous la IIIe République République, du 28 janvier 1900 au 2 janvier 1909.
- Paul Hadol (1835-1875), caricaturiste, illustrateur et affichiste.
- Jules Méline (1838-1925), homme politique, président du Conseil de 1896 à 1898.
- Georges Picard (1857-1943), peintre, décorateur, illustrateur.
- Léonce Lex (1859-1926), archiviste.
- Pierre Waidmann (1860-1937), artiste français, peintre romancier, essayiste, critique d'art et journaliste.
- Louis Guingot (1864-1948), peintre, membre fondateur de l'École de Nancy et précurseur du camouflage militaire.
- Léon Werth (1878-1955), écrivain, chroniqueur des deux guerres mondiales, critique du colonialisme et journaliste. Dédicataire du Petit Prince de Saint-Exupéry.
- Jean Rodhain (1900-1977), prêtre catholique, premier secrétaire général du Secours catholique.
- Sidonie Baba (1905-1973), chanteuse de music-hall et de cabaret, journaliste et poète.
- Georges Jeanperrin (1916-2003), Compagnon de la Libération.
- Paul Delouvrier (1914-1995), haut fonctionnaire.
- François Grégoire (1914-1973), ingénieur de formation, puis professeur de lettres et essayiste français.
- André Wogenscky (1916-2004), architecte français, disciple de Le Corbusier.
- André Veyssière (1937), homme politique français, maire de Dugny (Seine-Saint-Denis).
- Jacques Delacôte (né le 16 août 1942), chef d'orchestre[175].
- Francis Herth (1943-2018), peintre, dessinateur, graveur et sculpteur.
- Bernard Antuszewicz, industriel[176].
- Michel Chabrier (1948-2010), athlète spécialiste du lancer du disque.
- Pierre Grosjean (1952-1983), médecin.
- René Aubry, musicien, né le 13 décembre 1956[177].
- Valérie Perrin (1967-), romancière, photographe de plateau et scénariste.
- Philippe Lebœuf (1969-), élu meilleur hôtelier du monde en 2018.

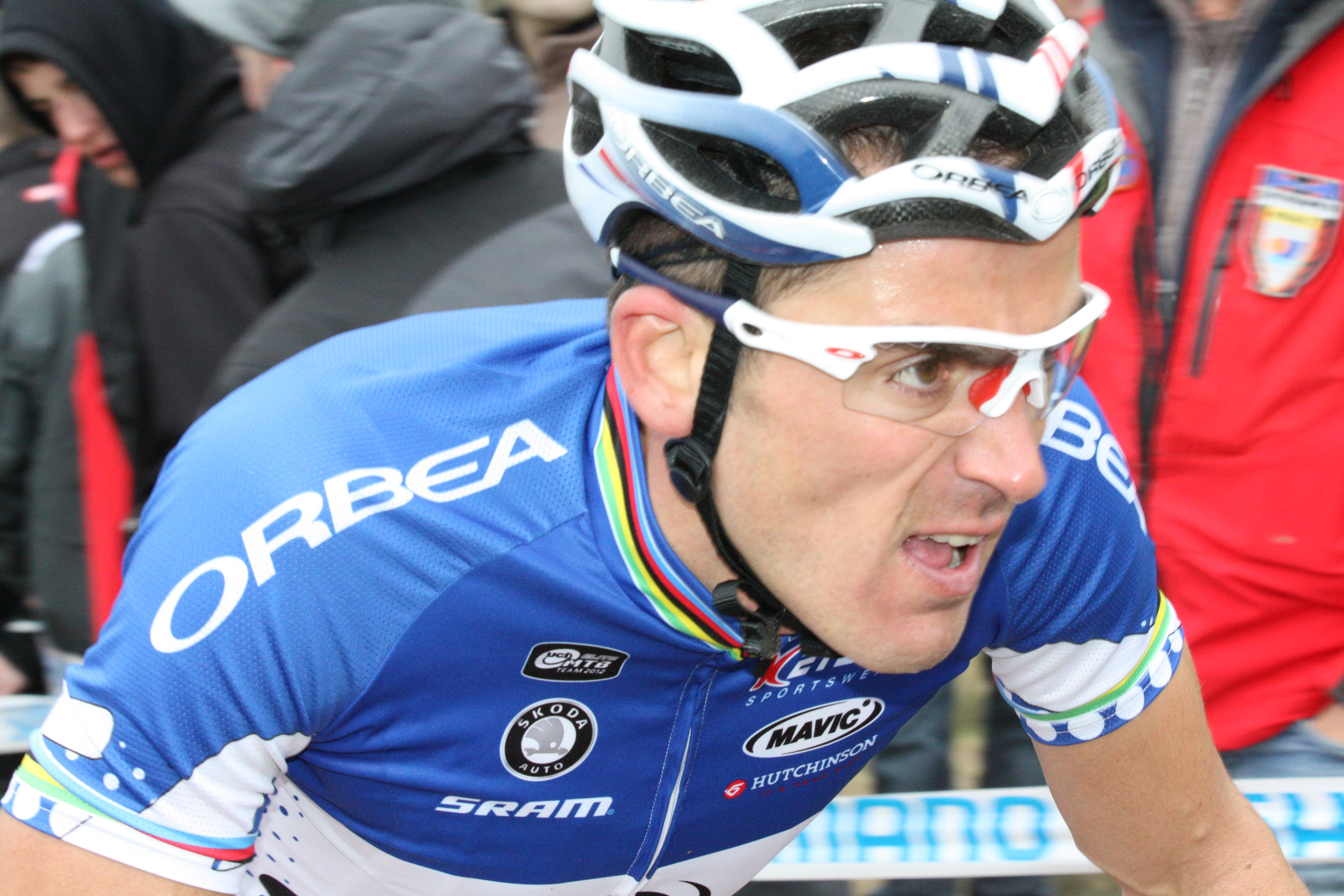
Julien Absalon.

- Julien Absalon (1980-), double champion olympique de VTT cross-country en 2004 et 2008.
- Julien Jeanpierre (1980-), joueur de tennis.
- Nabil Baha (1981-), footballeur marocain.
- Florine Valdenaire[178], née le 22 octobre 1982 à Remiremont, est une sportive française, spécialiste du snowboard.
- Steve Chainel (1983-), coureur cycliste.
- Sophie-Marie Larrouy (1984-), comédienne.
- Lorraine Pierrat (1989-), cheffe cuisinière
- Odile Schweisguth oncologue, née à Remiremont.
- Clément Noël (1997-), skieur alpin français, champion olympique de slalom à Pékin en 2022.
- Clémence Beretta (1997-), athlète spécialiste de la marche.

#### Personnages célèbres
- François Ier de Lorraine, mort à Remiremont le 12 juin 1545.
- François Andreu (1686-1748), prêtre, écolâtre et bibliophile, fondateur de la bibliothèque de Remiremont où il est mort.
- Ferdinand Daniel Marx (1761-1839), général des armées de la République et de l'Empire, mort à Remiremont.
- Paul Doumer (1857-1932), 14e président de la République française de 1931 à 1932, a enseigné au collège de Remiremont.

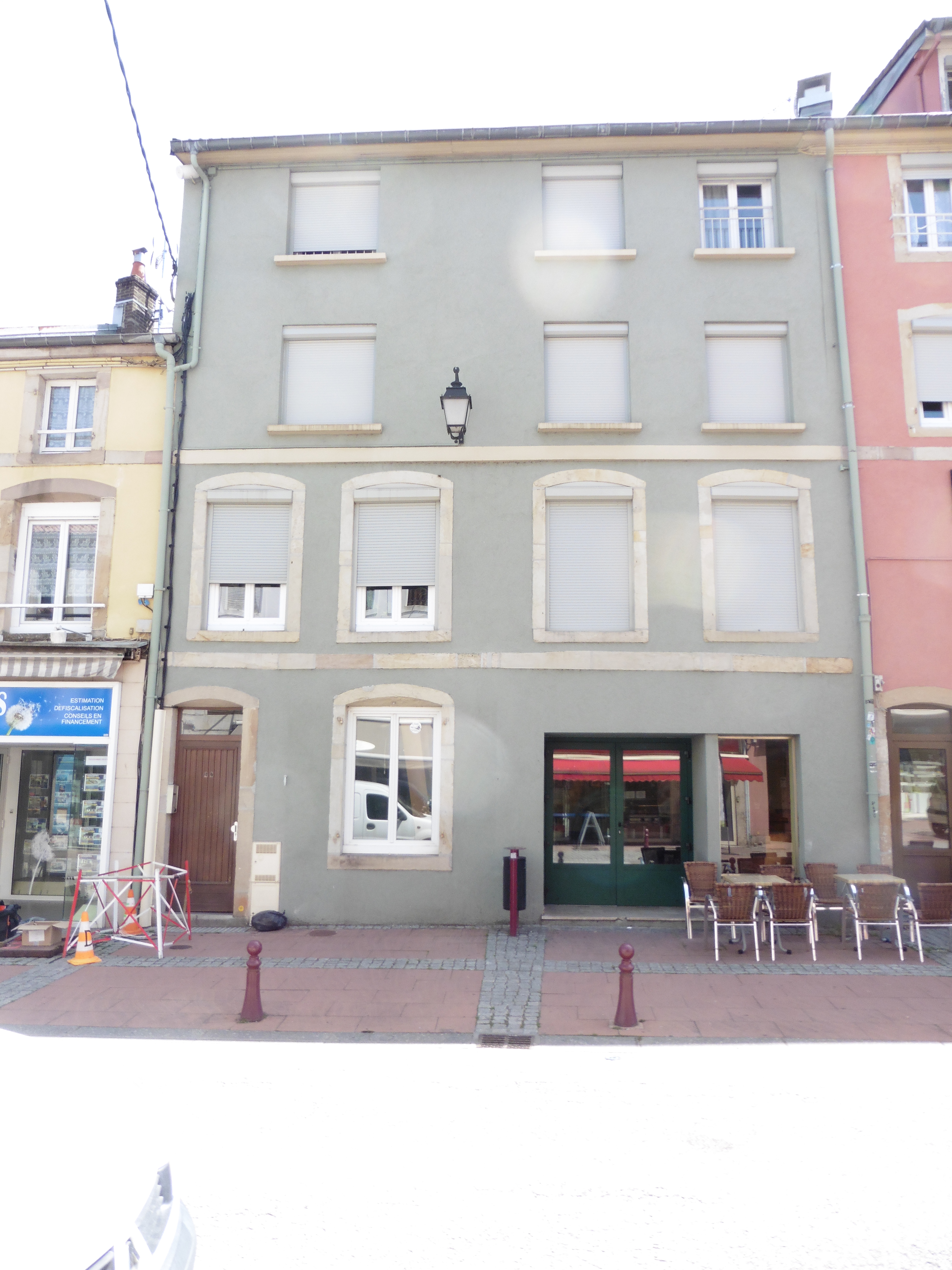
Logement de Gaston Bachelard à Remiremont de 1903 à 1905 10, rue de la Xavée. ©Jean-Michel Wavelet. Gaston Bachelard, l'inattendu, l'Harmattan, 2019.

- Gaston Bachelard (1884-1962), philosophe français du Grand Est. Il fut surnuméraire des Postes et Télégraphes à Remiremont de 1903 à 1905 et habita 10 rue de la Xavée[179].
- Clément Serveau (1886-1972), peintre, dessinateur, graveur et illustrateur français. Il se marie à Remiremont et y habite.
- Jean Montémont (1913-1959), peintre lorrain, élève de Victor Prouvé, mort à Remiremont[180].
- Pierre Bastien (médecin) (1924-2006), médecin, a mis en évidence, au péril de sa vie, un traitement simple contre l'intoxication à l'amanite phalloïde. Décédé à Remiremont.
- Emmanuelle Riva (1927-2017), actrice. Enfant, elle participe à une petite troupe amateur de Remiremont.
- Christian Poncelet (1928-2020), député-maire de Remiremont puis président du Sénat.
- Chantal Goya (1942), actrice et chanteuse. Née en Indochine d'un père vosgien et d'une mère pyrénéenne, Chantal de Guerre rentre en France à l'âge de quatre ans et s'installe avec sa famille à Remiremont où ses grands-parents dirigent la Filature de la Moselle. Elle habite ensuite Paris où elle fait sa scolarité chez les Chanoinesses de Saint-Augustin, congrégation fondée par la Romarimontaine Alix Le Clerc.
- Gabriel Buzlin (Bucelin ou Bucelinus) Durant ses voyages il a réalisé un journal agrémenté de dessins d’abbayes et en particulier celui  de l'Abbaye du Saint-Mont[181]. Il fut prieur de Saint-Jean de Feldkirch (Vorarlberg) (Autriche), qui dépendait de l’abbaye de Weingarten.

### Bibliographie

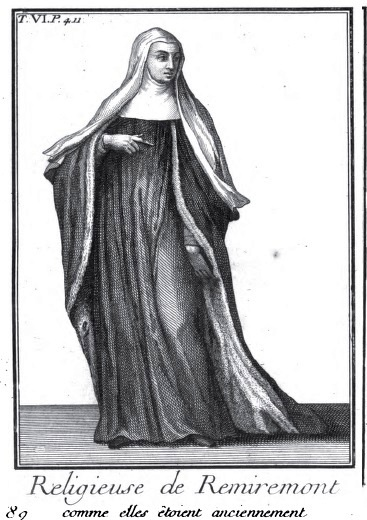
Religieuse de Remiremont.

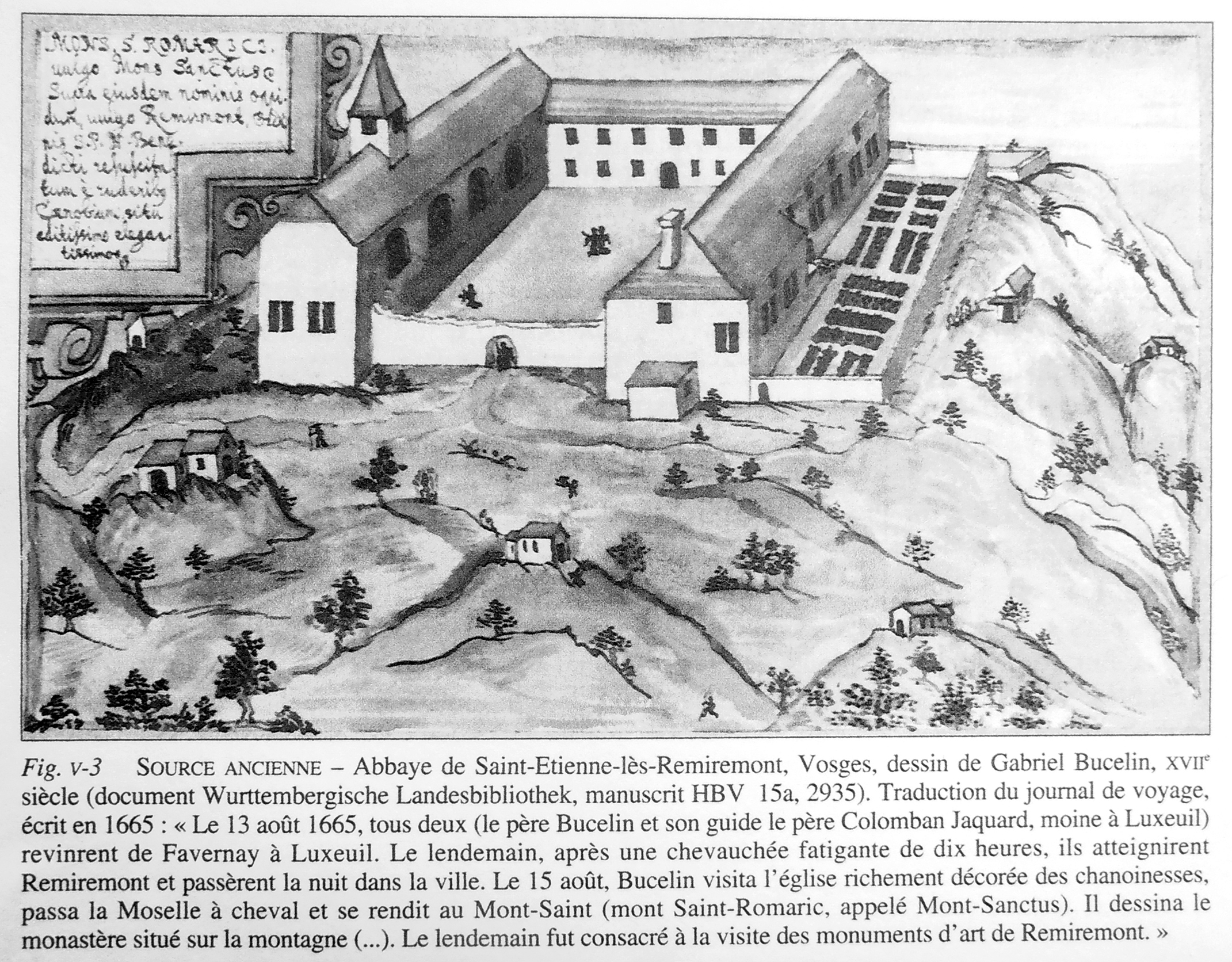
Le Saint-Mont ou mont Habend en 1665.

### Héraldique
| Blason | Blasonnement : De gueules, à deux clefs d'argent en sautoir. Commentaires : Les clefs, emblèmes de saint Pierre, évoquent les deux monastères qui lui étaient dédiées. Les clefs en sautoir peuvent aussi rappeler l'autorité spirituelle du pape, sous laquelle étaient placées les chanoinesses. Ancy-le-Franc et les ducs de Clermont-Tonnerre ont un blason similaire. Ce blason est sur la locomotive électrique BB 26088 depuis le 24 novembre 1992. |

### Logotype
| Logotype de la ville de Remiremont | Le logotype actuel de Remiremont, désigné par les citoyens en juillet 2017, représente la statue du Volontaire de 1792 en couleur grise, avec en arrière-plan le R de Remiremont en blanc sur un fond rouge. « Il symbolise le civisme de la ville. Il représente l'union et la force des citoyens réunis pour défendre la liberté. Il est aussi symbole de Remiremont une et indivisible. ». |

L'ancien logotype datait de 1991.

## Pour approfondir